# Jever
Jever [ˈjeːfɐ] ist die Kreisstadt des Landkreises Friesland in Niedersachsen, Deutschland und staatlich anerkannter Erholungsort. Inoffiziell wird Jever auch als Marienstadt bezeichnet. Dieser Beiname weist auf Fräulein Maria, die letzte Herrin von Jever, hin. Während ihrer Herrschaft erhielt Jever 1536 die Stadtrechte.
Die Bewohner Jevers heißen Jeveraner. Die Bezeichnung leitet sich vom neulateinischen ieverani her. In früheren Zeiten war auch die Bezeichnung Jeveringer geläufig. Das zum Stadtnamen gehörige Adjektiv lautet jeversch.
Der Name der Stadt ist durch die gleichnamige Biermarke international bekannt.

## Geografie

### Geographische Lage und Nachbargemeinden
Jever liegt im Jeverland, dem nordöstlichen Teil der ostfriesischen Halbinsel. Die Stadt befindet sich in der Nähe der niedersächsischen Nordseeküste, rund 15 Kilometer westlich von Wilhelmshaven und dem Jadebusen entfernt. Im Norden grenzt Jever an die Gemeinde Wangerland, im Osten und Süden an die Stadt Schortens sowie im Westen an die Stadt Wittmund. Im Südwesten besitzt Jever eine kurze Grenzlinie zur ostfriesischen Gemeinde Friedeburg.

### Stadtgliederung
Die Stadt besteht seit der Kommunalreform 1972 aus der Kernstadt Jever, in die bereits 1844 die bis dahin eigenständige jeversche Vorstadt eingegliedert worden war, sowie den Ortsteilen Moorwarfen, Rahrdum, Cleverns, Sandel und Sandelermöns.

### Geologie

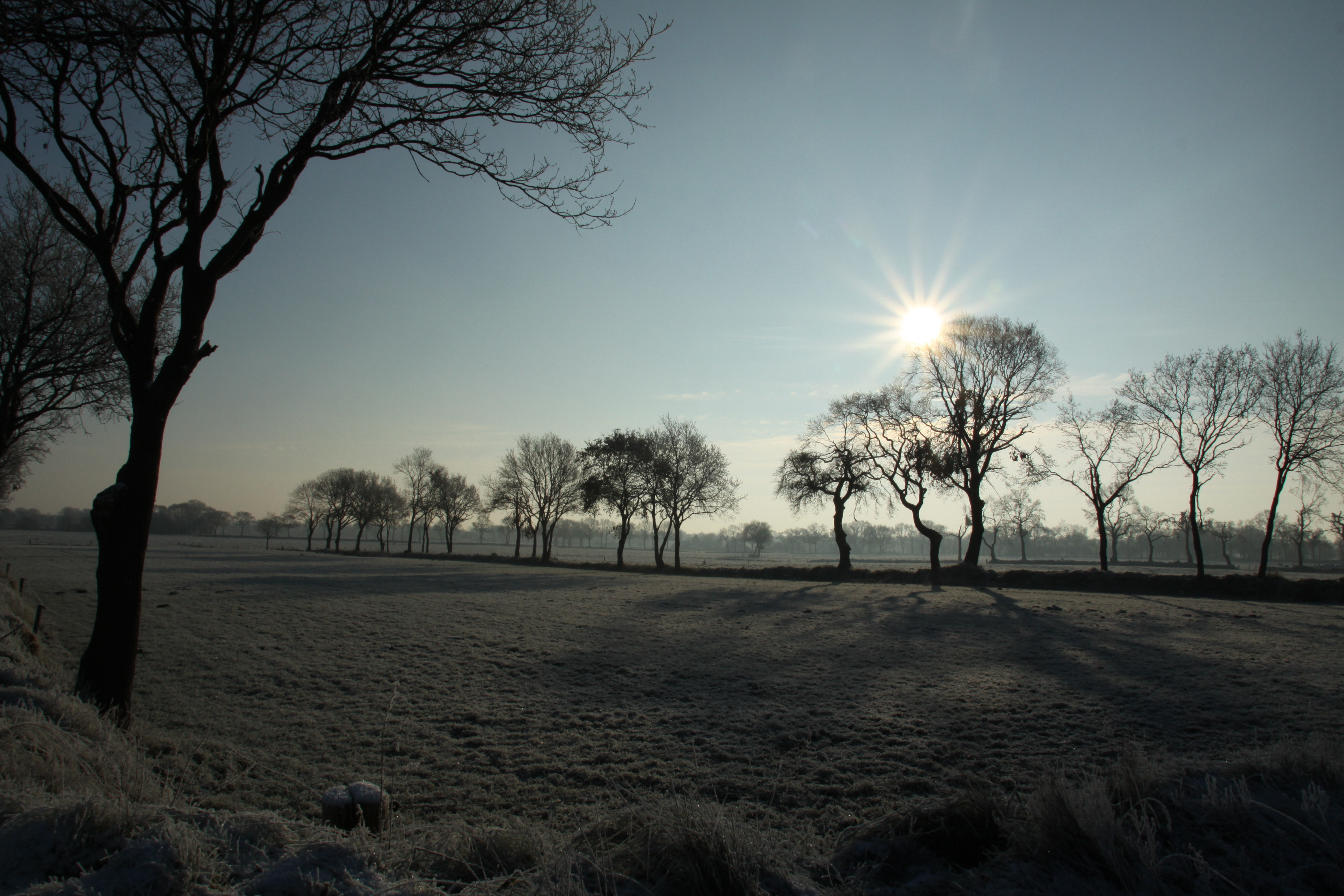
Geestlandschaft mit Wallhecken

Die Stadt liegt auf einer weit in die Marsch reichenden flachen Geestzunge des oldenburgisch-ostfriesischen Geestrückens, die sich 7 bis 8 Meter über das umliegende flache wangerländische Marschland erhebt. Der Ausläufer entstand durch Sandablagerungen während der Eiszeiten. Eine typische Landschaft mit Geestkultur, zu der insbesondere Wallheckenanlagen gehören, zeigt sich unter anderem im Ortsteil Cleverns. Zur Stadtgrenze nach Schortens hin besitzt Jever Moorflächen, die unter Naturschutz stehen.

### Gewässer
Jever wird von einigen miteinander verbundenen Tiefs umgeben. Dazu gehören das Moorlandstief im Osten, das Mühlentief im Westen sowie das Tettenser Tief und das Hooksieler Tief im Norden. Die Tiefs dienen in erster Linie der Entwässerung der tiefer gelegenen Flächen hinter dem Deich. Alle Tiefs des Jeverlandes münden im Verbund über das Hohenstiefer Sieltief in Horumersiel in die Nordsee. Auf dem Stadtgebiet liegt zudem der Moorwarfener See, ein ehemaliger Baggersee, der vom Angelverein-Jever e. V. bewirtschaftet wird. Der See liegt im Jeveraner Ortsteil Moorwarfen und ist rund 17 Hektar groß.

### Klima
Jever liegt in der gemäßigten Klimazone, hauptsächlich im direkten Einfluss der Nordsee. Im Sommer sind die Tagestemperaturen tiefer, im Winter häufig höher als im weiteren Inland. Das Klima ist insgesamt von der mitteleuropäischen Westwindzone geprägt.
Nach der effektiven Klimaklassifikation von Köppen befindet sich Jever in der Einteilung Cfb. C steht für ein warm-gemäßigtes Klima, fb für ein feucht-gemäßigtes Klima mit warmen Sommern.
Die nächste Wetterstation befindet sich im 13 Kilometer entfernt gelegenen Hooksiel.

## Geschichte

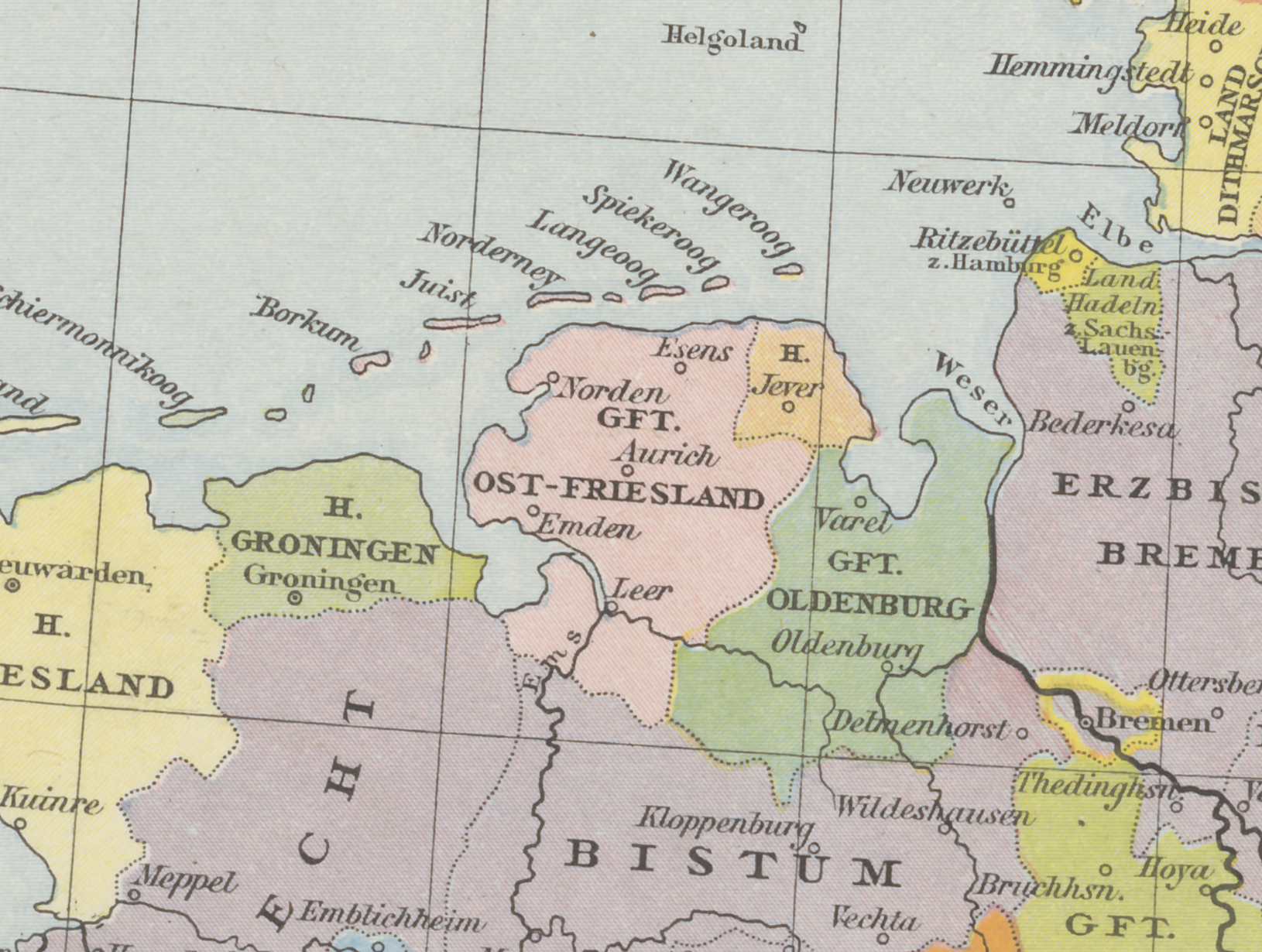
Herrschaft Jever um 1500

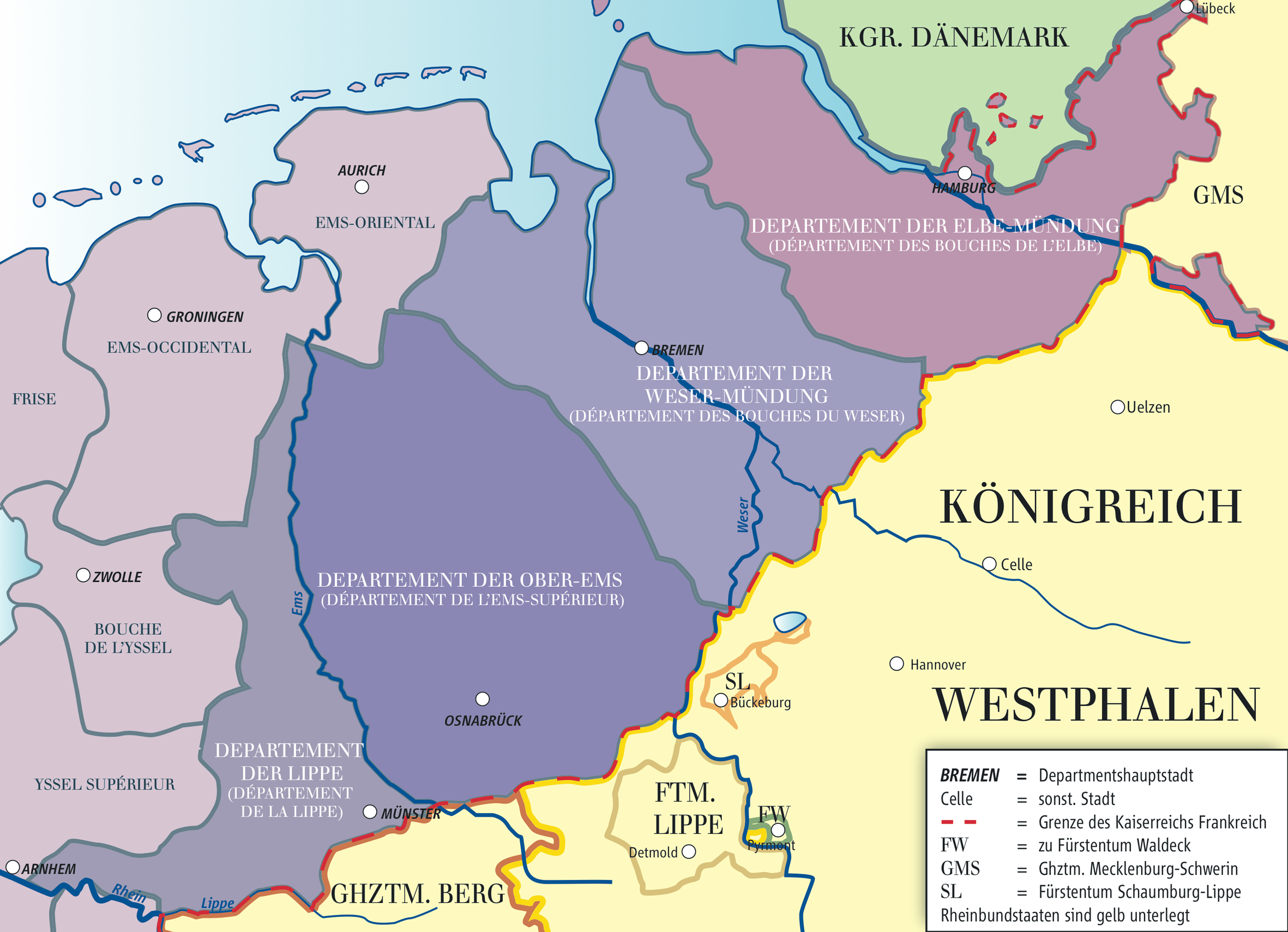
Französische Départements mit dem Département Ems-Oriental um 1812

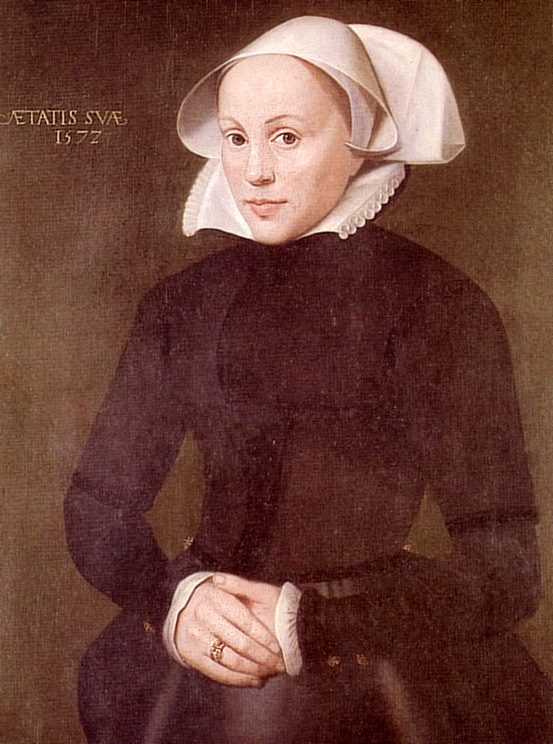
Fräulein Maria von Jever, Gemälde von 1572

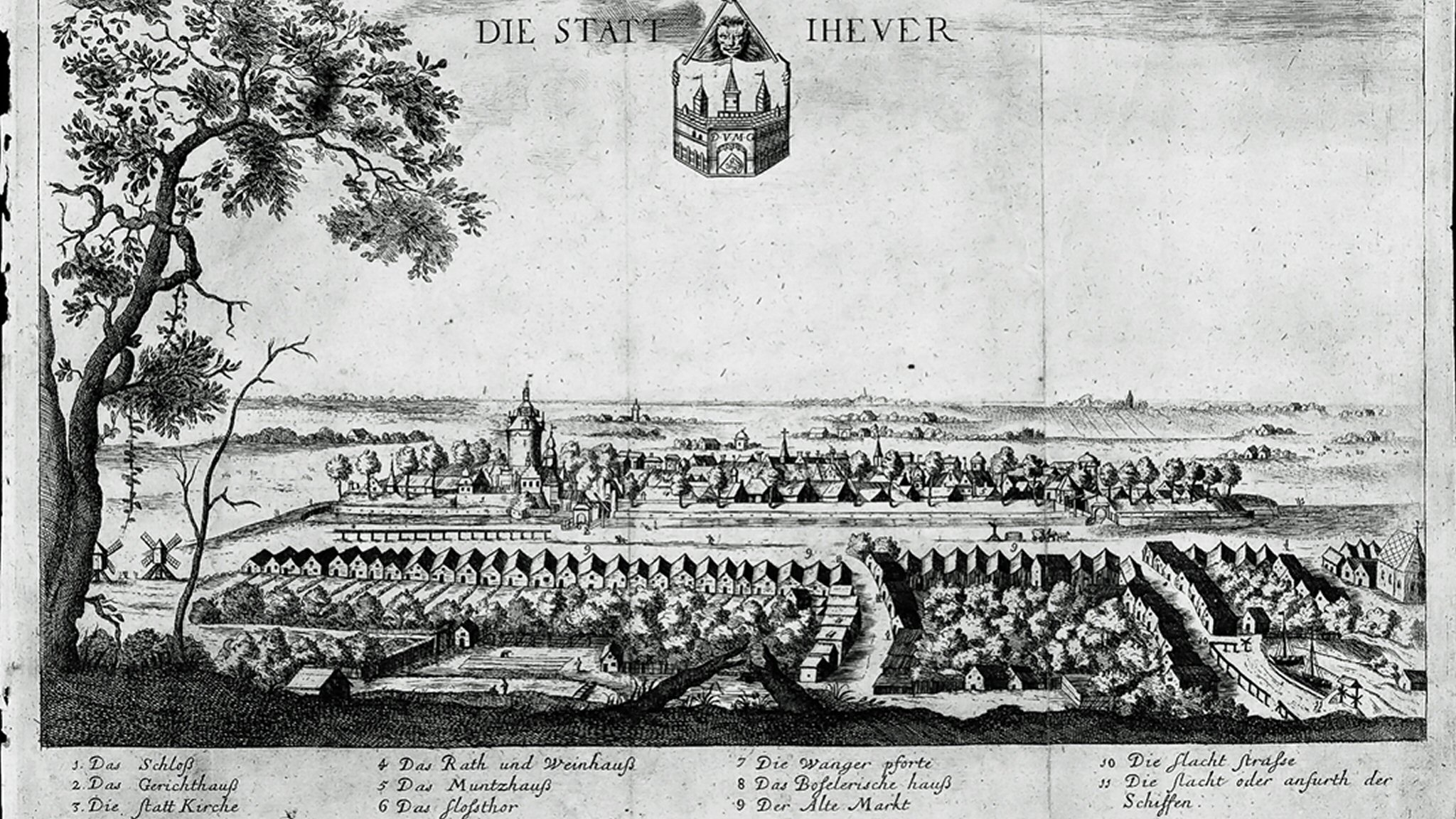
Jever um 1651, rechts unten die „Schlachte“, Hafen von Jever

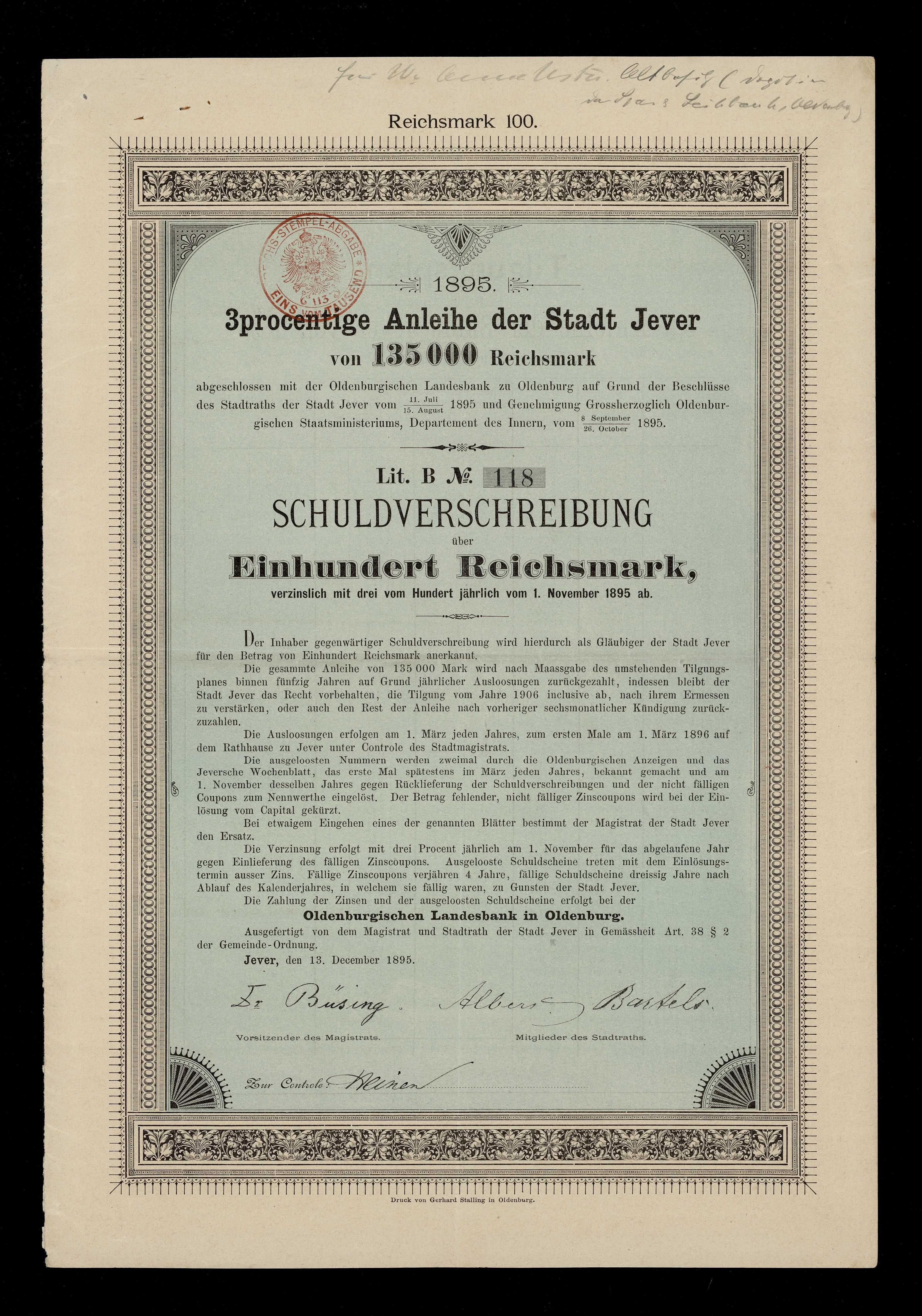
3%-Anleihe der Stadt Jever von 1895

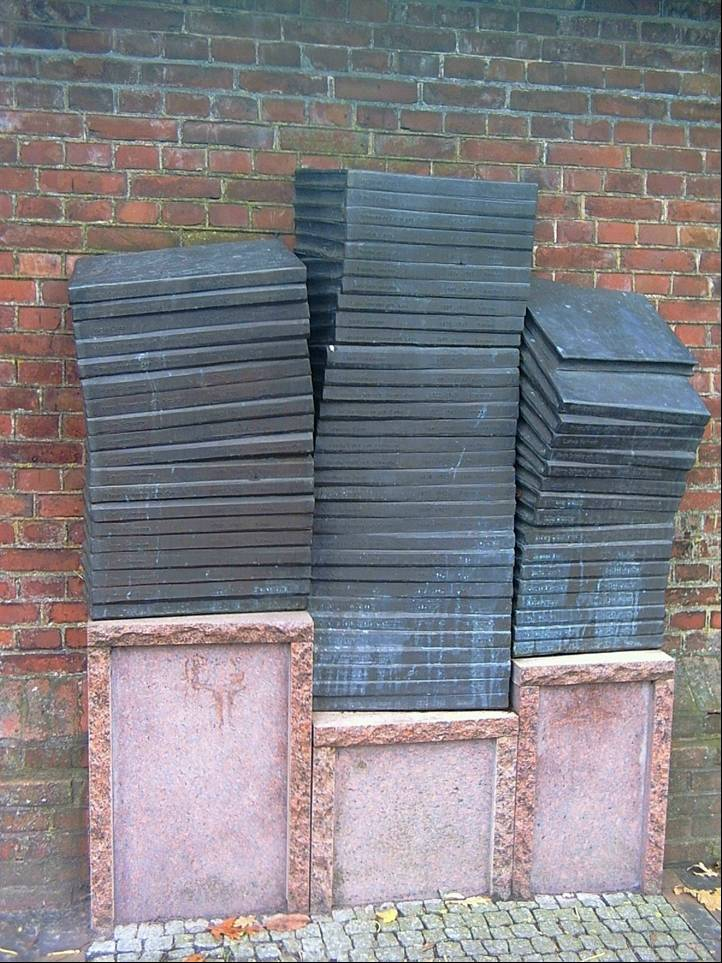
Denkmal für die ermordeten Juden

Archäologische Funde lassen auf eine sehr frühe Besiedlung des jeverschen Stadtgebietes schließen. Mehrere Hügelgräber in der Nähe von Nobiskrug bei Sandelermöns, die gegen Ende des 19. Jahrhunderts noch vorhanden waren, sowie weitere Werkzeugfunde (zum Beispiel der Feuersteindolch von Addernhausen und die Feuersteinsichel aus Mennhausen) belegen eine Besiedlung des Jeverlandes für die jüngere Steinzeit. Auch für die späteren Epochen lassen sich eine große Zahl von Kultur- und Siedlungsspuren nachweisen. Dazu gehören eine Bronzelanzenspitze (Fundort: Möns), ein Tüllenbeil (Fundort: Grappermöns) sowie zahlreiche Urnenfunde (Urnenfriedhof von Gottels, Urnenfriedhof Jever). Sie verweisen auf das 6. Jahrhundert vor Christus.
Um die Zeitenwende – so vermutet man – war das Jeverland Siedlungsgebiet der Chauken. Um 826 kam Jever unter die Herrschaft des dänischen Fürsten Hariold. Er hatte sich taufen lassen und war dafür von Ludwig dem Frommen mit der Grafschaft Rüstringen, zu der damals auch Jever gehörte, belehnt worden. Das legendäre Kudrunlied aus dem 13. Jahrhundert berichtet über die Dänenherrschaft in Friesland und vom dänischen Sänger Horand, der gen „Givers“ auf dem Sande ritt. Eine weitere Nennung des Stadtnamens erfolgte 1158 als „Geverae“, der latinisierten Form des niederdeutschen Geveren oder Gaveren („Weideland“, im übertragenen Sinne auch „Thingstätte“).
In Jever geprägte Münzen, die am Finnischen Meerbusen und im Wartheland gefunden worden sind, lassen die Bedeutung Jevers als Handelsort erahnen. Im 10. und 11. Jahrhundert war Jever Seehafen und hatte Seezugänge zur Harlebucht und zur Jade. Allerdings versandeten die Seezugänge im Laufe der Zeit, später sorgten Eindeichungen dafür, dass die Stadt heute tief im Binnenland liegt. Dennoch behielt Jever seine Bedeutung als Handelsort und Endpunkt eines bedeutenden Heerweges. Über das Hooksieler Tief konnte der Hafen an der Schlachte weiterhin von kleineren Schiffen angelaufen werden.
Aus den Zeiten Jevers als Seehandelsplatz stammt die bisher nur wenig erforschte Burg auf dem Woltersberg am Nordostrand der Stadt. Der mächtige Burghügel erbrachte bei Begehungen Fundmaterial des 9. bis 14. Jahrhunderts. Seine historische Rolle ist unklar, in ihm wird der Sitz der Amtsgrafen von Östringen gesehen.
1546 entstand Hooksiel als Vorhafen von Jever. Mit dem Ausbau befestigter Straßen von Jever nach Hooksiel verloren der Schiffstransport und somit der Hafen an Bedeutung. Heute erinnern nur ein Spielschiff mit einem Kinderspielplatz, der einem Hafenbecken nachempfunden ist, und der Platzname Schlachte an den ehemaligen Hafen.
Ungeklärt ist die Rolle der Burgstelle Dannhalm am Nordwestrand von Jever. Möglicherweise war sie der Standort einer Burg der Östringer, die nach der historischen Überlieferung 1149 kurzzeitig von den Harlingern besetzt worden war. Als weitere Möglichkeit wurde aufgrund des Namens angenommen, dass es sich um eine Verteidigungsanlage gegen die Dänen aus dem 8./9. Jahrhundert handelte. Da bislang keine Ausgrabungen stattgefunden haben und solche wegen der weitgehenden Zerstörung des ca. 50 m breiten Hügels durch militärische Einbauten des Zweiten Weltkriegs auch wenig erfolgversprechend wären, bleiben alle Annahmen zum historischen Kontext bloße Hypothesen. Ein noch 1786 vorhandener, breiter Wassergraben ist heute ebenso verschwunden wie ein noch im 19. Jh. existenter zweiter Hügel, der Kleine Dannhalm.
Herzöge aus Sachsen und anschließend die Welfen waren weitere Herren des Jeverlandes. Spätestens am Ende des 12. Jahrhunderts kam Jever unter die Herrschaft Oldenburgs. Ein Schreiben, das die Östringer zwischen 1271 und 1285 an König Philipp III. von Frankreich richteten, lässt auf eine „Demokratisierung“ des Östringerlandes schließen. Darin heißt es, dass die Östringer keinem Fürsten Untertan sind, sondern ihre Richter und Häuptlinge selbst wählen (Friesische Freiheit).
1347 wurden die Einwohner Jevers bereits als Stadtbürger bezeichnet. Um 1400 sind enge Handelsbeziehungen zu den Vitalienbrüdern bezeugt. Bekannteste Vertreter dieser Piratengenossenschaft, die sich auch die „Likedeeler“ nannten, waren Klaus Störtebeker und Goedeke Michels.
Der letzte Häuptling des Jeverlandes war Edo Wiemken der Jüngere, der 1505 den Bau des Schlosses vollendete und dessen Grabmal sich in der Stadtkirche befindet. Für eine Interimszeit kam Jever unter die Herrschaft des ostfriesischen Grafen Edzard des Großen. Fräulein Maria, Erbtochter Edo Wiemkens, stellte jedoch die jeversche Unabhängigkeit ab 1532 kurzzeitig wieder her. Unter ihrer Regentschaft erhielt Jever 1536 offiziell die Stadtrechte (kodifiziert 1572) und bezeichnet sich bis heute als „Marienstadt“. Am 20. Februar 2016 wurde vom Landesfrauenrat Niedersachsen in Jever der frauenORT Maria von Jever eröffnet.
Nach Maria fielen Jever und das Jeverland, die Herrschaft Jever, 1575 an Oldenburg. 1667 kam Jever zum Fürstentum Anhalt-Zerbst. Da in Anhalt-Zerbst die männliche Erbfolge galt, wurde 1797, nach dem Tod des letzten männlichen Erben in der Zerbster Fürstenfamilie im Jahre 1793, dieses Fürstentum zwischen den anderen anhaltischen Fürstentümern aufgeteilt. Jedoch wurde das Jeverland aufgrund seines Sonderstatus als Kunkellehen an die nächstfolgende Erbin, die russische Zarin Katharina II., eine Schwester des letzten Zerbster Fürsten, weitergegeben. Somit wurde Jever bis zur Besetzung durch französische Truppen von 1807 „über Russland regiert“. 1807 wurde es mitsamt Ostfriesland als Département Ems-Oriental an das Königreich Holland angegliedert, 1810 kam es mitsamt Holland direkt zum Kaiserreich Frankreich und stand dann bis 1813 unter napoleonischer Herrschaft. Nach dem Sturz Napoleons kehrte Jever in den Besitz der russischen Krone zurück, die es 1818 an das Großherzogtum Oldenburg abtrat.
1844 erhielt Jever ein neues Stadtrecht, am 1. Mai 1856 das Stadtrecht 1. Klasse (ähnlich einer heutigen „kreisfreien Stadt“).
1871 wurde Jever von Sande aus an das Eisenbahnnetz angeschlossen. Bereits zwei Jahre später kam es zu einem Ausbau der Strecke in Richtung Wittmund. Ab 1881 bestand eine durchgängige Eisenbahnverbindung über Wittmund, Esens und Dornum nach Norden und ab 1888 ein Bahnanschluss nach Carolinensiel. Das jeversche Bahnhofsgebäude besitzt bis heute einen repräsentativen Charakter und verfügte über einen ausschließlich für den Oldenburger Großherzog bestimmten Wartesaal.
Auch der Straßenbau wurde im 19. Jahrhundert vorangetrieben. 1836 wurde zwischen Sande und Jever die erste gepflasterte Landstraße angelegt und in der Folgezeit bis an die oldenburgische Staatsgrenze in Richtung Wittmund verlängert. Anfang der 1850er-Jahre ließ der Großherzog eine sogenannte Staatschaussee anlegen, die Jever mit Oldorf und Hohenkirchen verband. Etwas später folgte eine Pflasterstraße nach Waddewarden und von dort über Federwarden und Heppens ins neu entstehende Wilhelmshaven.
Nach dem Ersten Weltkrieg wandelte sich das bis dahin liberale politische Klima der Stadt. Verantwortlich dafür war unter anderem der Gymnasiallehrer Oskar Hempel, der einen völkischen Extremismus vertrat und mit seinen antisemitischen Ansichten in der Folgezeit einen starken Einfluss auf die jeversche Oberschicht gewann. 1920 kam es zur Gründung einer Ortsgruppe des rassistischen und antisemitischen Deutschvölkischen Schutz- und Trutzbundes, der am 6. Juli für den Freistaat Oldenburg verboten wurde. Zu seinen 34 Mitgliedern gehörten fast ausschließlich bekannte jeversche Bürger, darunter Beamte, Lehrer des Mariengymnasiums und der Direktor des städtischen Lyzeums. Auch die ehemals liberale Tageszeitung Jeversche Wochenblatt stellte sich unter ihrem Chefredakteur Friedrich Lange ganz in den Dienst der deutschvölkischen Bewegung, die 1924 als Völkisch-sozialer Block an den Reichstagswahlen teilnahm. Während im Reich der Völkisch-soziale Block nur 6,6 % der Stimmen erhielt, gaben im Jeverland 22,6 % der Wähler ihre Stimme dieser nationalsozialistischen Sammlungsbewegung. Bei den Reichstagswahlen 1928 erzielte die NSDAP zwar nur 10,9 % der jeverländischen Wählerstimmen, 1930 waren es aber schon 44,8 %. Die jeversche Kommunalwahl von 1930 brachte der NSDAP ein Drittel der Stadtratsitze und das Amt des Vorsitzenden. Die traditionellen Parteien der Gewerbetreibenden und Landwirte wurden bedeutungslos. Nur die Sozialdemokraten und die Kommunisten konnten bei diesen Wahlen ihren Anteil von etwa 25 % der abgegebenen Stimmen halten. Bei den Wahlen zum Oldenburger Landtag 1931 erreichte die NSDAP über 55, bei den Neuwahlen 1931 knapp 64 Prozent insgesamt. In der Stadt Jever waren es 57,2 % der Wähler, die den Nationalsozialisten 1931 ihre Stimme gaben. Am 12. Mai 1931 stattete Adolf Hitler der Stadt Jever einen Besuch ab und sprach in der Landwirtschaftshalle vor rund 4000 Zuhörern. Fotos von der Rede wurden in dem 1932 erschienenen Propagandabuch Hitler wie ihn keiner kennt verwendet. Gut ein Jahr nach Hitler besuchte Joseph Goebbels die Marienstadt und hielt einen Propagandavortrag im vollbesetzten Saal des Schützenhofes. Die Reichstagswahlen im März 1933 erbrachten für die NSDAP 60,1 % und für die Deutschnationale Volkspartei 12,6 % der jeverschen Stimmen. Damit unterstützten knapp 73 Prozent der Wähler in Jever den Nationalsozialismus. Im Reichsdurchschnitt waren es nur knapp 52 Prozent.
Kurz vor Ende des Zweiten Weltkriegs wollte die NSDAP-Kreisleitung Jever trotz der aussichtslosen militärischen Lage gegen die anrückenden alliierten Kräfte verteidigen. Am 3. Mai 1945 versammelten sich rund 2000 Jeveraner vor dem Schloss und protestierten gegen die sinnlose Verteidigung der Stadt. Mutige Bürger unter ihnen hissten die weiße Fahne auf dem Schlossturm, entwaffneten die NSDAP-Kreisleitung und erreichten so die Aufgabe weiterer sinnloser Verteidigungsmaßnahmen. An das Ereignis erinnert eine 1995 zum 50. Jahrestag eingeweihte Bronzetafel an der Schlossmauer.
Im Rahmen der Oldenburgischen Verwaltungsreform von 1933 wurde das Amt Jever mit dem größten Teil des Amtes Varel zum Amt Friesland vereinigt. Am 1. Januar 1939 erhielt das Gebiet seine heutige Bezeichnung „Landkreis Friesland“, immer noch im Land Oldenburg, das erst 1946 zum neu gegründeten Land Niedersachsen kam.
Am 1. August 1977 trat eine weitere Kreisreform in Kraft, durch die der Landkreis Friesland in seiner bisherigen Form aufgelöst wurde. Die Gemeinden Bockhorn und Zetel sowie die Stadt Varel wurden dem Landkreis Ammerland angegliedert. Die Stadt Jever und die Gemeinden Sande, Schortens, Wangerland und Wangerooge wurden mit dem ostfriesischen Landkreis Wittmund zum neuen Großlandkreis Friesland zusammengefasst. Jever verlor seinen Kreissitz, neuer Kreissitz des Großlandkreises Friesland wurde stattdessen Wittmund.
Aufgrund verschiedener Verfassungsklagen vor dem niedersächsischen Staatsgerichtshof in Bückeburg wurde die Kreisreform in Teilen für verfassungswidrig erklärt und dem niedersächsischen Landtag eine Überarbeitung des Gesetzes für den Raum Ammerland/Friesland nahegelegt. Zum 1. Januar 1980 wurde die Neugliederung des Raumes Friesland/Wittmund zurückgenommen und die Landkreise Ammerland, Friesland und Wittmund in ihrer bisherigen Form wiederhergestellt. Kreisstadt ist seitdem wieder die Stadt Jever.
Im Jahr 2008 begannen die Planungen einer privaten Investorengruppe zur Errichtung eines neuen Altstadtquartiers in Jever. Einbezogen wurde der Innenstadtbereich zwischen der Großen und Kleinen Wasserpfortstraße sowie der St. Annen- und Steinstraße. Nach dem Abriss der vorhandenen Bebauung im Jahr 2010 wurden zwei Wohn- und Geschäftsblöcke mit einem Supermarkt und einem Seniorenzentrum errichtet. Wichtigster Baustein des Projektes sollte neben der Belebung der Altstadt die Schaffung von ausreichend Parkraum für diesen Bereich sein. Erreicht werden soll dies durch eine neue Tiefgarage unterhalb des Altstadtquartiers. Das Bauprojekt, das Anfang 2011 den Namen St.-Annen-Quartier erhielt, wurde am 14. September 2013 eingeweiht.
Im Jahr 2011 feierte Jever mit verschiedenen Veranstaltungen das Jubiläum „475 Jahre – Stadt Jever“ und damit die Vergabe der Stadtrechte von 1536.

### Eingemeindungen
Am 1. Juli 1972 wurde die Nachbargemeinde Cleverns-Sandel eingegliedert.

### Einwohnerentwicklung

Einwohnerentwicklung von Jever von 1785 bis 2017 nach nebenstehender Tabelle

Die Einwohnerentwicklung von Jever, ab 1939 zum 1. Januar, stieg nach dem Zweiten Weltkrieg aufgrund des Zuzugs von Heimatvertriebenen deutlich an. Ein weiterer Sprung erfolgt 1972 nach der Eingemeindung der ehemaligen Gemeinde Cleverns-Sandel in die Stadt Jever.
2023 betrug der Anteil der Ausländer 5,75 Prozent. Sie stammen aus 65 Nationen, die meisten von ihnen aus der Ukraine, gefolgt von Syrern und afghanischen Staatsangehörigen.
| Jahr     | Einwohner |
| -------- | --------- |
| ca. 1785 | ca. 2.785 |
| 1825     | 3.363     |
| 1833     | 3.517     |
| 1875     | 4.054     |
| 1925     | 6.042     |
| 1939     | 7.032     |

| Jahr | Einwohner |
| ---- | --------- |
| 1945 | 7.661     |
| 1950 | 10.972    |
| 1955 | 10.364    |
| 1960 | 9.938     |
| 1965 | 10.028    |
| 1970 | 10.435    |

| Jahr | Einwohner |
| ---- | --------- |
| 1975 | 12.153    |
| 1980 | 12.628    |
| 1985 | 12.820    |
| 1990 | 12.848    |
| 1995 | 13.500    |
| 2000 | 13.782    |

| Jahr | Einwohner |
| ---- | --------- |
| 2005 | 14.191    |
| 2010 | 14.189    |
| 2015 | 14.020    |
| 2017 | 14.207    |
| 2019 | 14.413    |
| 2022 | 14.847    |

## Politik

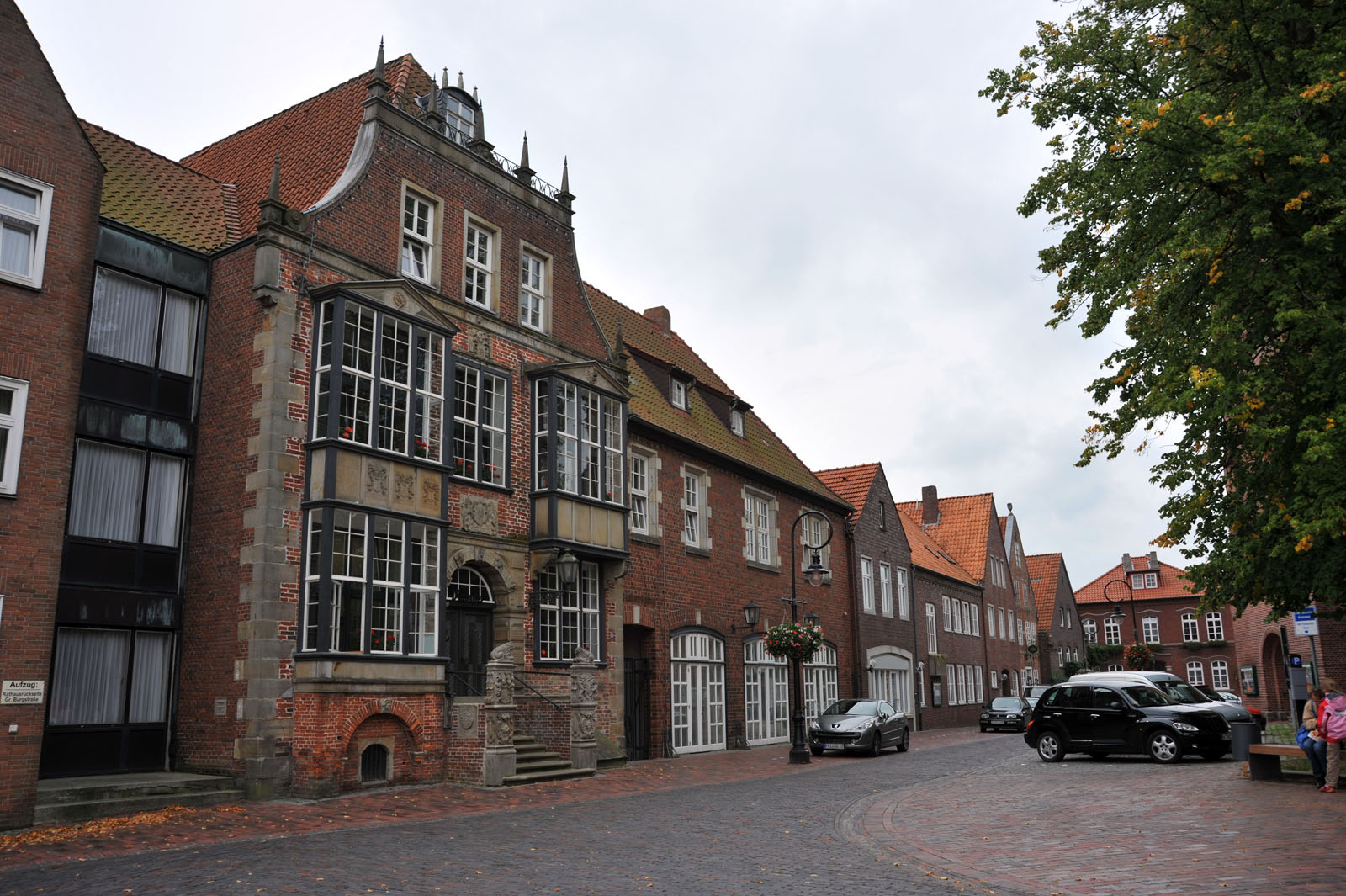
Rathaus der Stadt Jever

### Rat
Der Rat der Stadt Jever besteht aus 30 Ratsmitgliedern. Dies ist die festgelegte Anzahl für eine Stadt mit einer Einwohnerzahl zwischen 12.001 bis 15.000 Einwohnern. Die 30 Ratsmitglieder werden durch eine Kommunalwahl für jeweils fünf Jahre gewählt. Die laufende Amtszeit begann am 1. November 2021 und endet am 31. Oktober 2026.
Stimmberechtigt im Rat ist außerdem der hauptamtliche Bürgermeister Jan Edo Albers (parteilos).
Die letzte Kommunalwahl vom 12. September 2021 ergab das folgende Ergebnis (mit der Veränderung gegenüber der Kommunalwahl vom 11. September 2016):
| Partei / Liste | Stimmenanteil | Veränderung | Sitze | Veränderung |
| -------------- | ------------- | ----------- | ----- | ----------- |
| SPD            | 30,22 %       | + 1,34 %    | 9     | ± 0         |
| CDU            | 27,66 %       | - 2,48 %    | 8     | - 1         |
| Grüne          | 22,06 %       | + 10,15 %   | 7     | + 4         |
| SWG*           | 09,0 %        | - 11,35 %   | 3     | - 3         |
| FDP            | 07,41 %       | - 1,28 %    | 2     | - 1         |
| Freie Bürger   | 01,88 %       | + 1,88 %    | 1     | + 1         |

* Soziale Wählergruppe Jever und Friesland
Die Wahlbeteiligung bei der Kommunalwahl 2021 lag mit 59,96 % über dem niedersächsischen Durchschnitt von 57,1 %. Zum Vergleich – bei der vorherigen Kommunalwahl vom 11. September 2016 lag die Wahlbeteiligung bei 56,19 %.

### Bürgermeister und Stadtdirektoren
Die Stadtverwaltung Jever wird seit dem 12. November 2013 von Bürgermeister Jan Edo Albers (parteilos) geführt. Bei der Bürgermeisterwahl am 6. Oktober 2013 wurde der Jurist und frühere Rechtsanwalt zum hauptamtlichen Bürgermeister gewählt. Er gewann die Stichwahl mit 51,11 % knapp gegen den parteilosen Kandidaten Dietmar Rüstmann mit 48,88 %. Die Wahlbeteiligung lag bei 56,02 %, nachdem sie beim ersten Wahlgang noch bei 74,75 % gelegen hatte. Am 12. September 2021 wurde Albers mit 75,85 % der Stimmen wiedergewählt. Die Wahlbeteiligung lag bei 59,95 %.

#### Bürgermeister bis 1945
- 1919–1935: Georg Müller-Jürgens
- 1935–1945: Martin Folkerts

#### Ehrenamtliche Bürgermeister nach dem Zweiten Weltkrieg
| Name                       | Amtszeit                                 | Anmerkungen |
| -------------------------- | ---------------------------------------- | --- |
| Christel Matthias Schröder | 8. Mai 1945 bis 31. Juli 1945            | Schröder war evangelischer Pastor; seine Einsetzung in das Bürgermeisteramt erfolgte durch die britische Besatzungsmacht.                     |
| Erich Kampf                | 31. Juli 1945 bis 19. Dezember 1945      | wurde mit Beginn des zweigleisigen Verwaltungssystems als Stadtdirektor in Jever eingesetzt                                                   |
| Hermann Klüsener           | 19. Dezember 1945 bis 23. September 1946 | |
| Alfred Onnen               | 23. September 1946 bis 1. September 1949 | wurde bei der Bundestagswahl am 14. August 1949 in den Deutschen Bundestag gewählt                                                            |
| Hans Busch                 | 1. September 1949 bis 12. Juni 1952      | |
| Johann Albers              | 12. Juni 1952 bis 13. April 1961         | FDP-Politiker in zahlreichen Funktionen (unter anderem Landrat des Landkreises Friesland, Mitglied des niedersächsischen Landtages, Minister) |
| Ommo Ommen                 | 13. April 1961 bis 15. November 1972     | |
| Horst Dutge                | 16. November 1972 bis 5. Februar 1975    | |
| Paul Müller                | 6. Februar 1975 bis 3. November 1976     | |
| Paul Sillus                | 4. November 1976 bis 26. Juli 1985       | |
| Heinz Behrends             | 5. September 1985 bis 1. November 1986   | |
| Siegfried Harms            | 2. November 1986 bis 13. November 1996   | |
| Margot Lorentzen           | 14. November 1996 bis 7. November 2001   | erste Bürgermeisterin in der Stadtgeschichte Jevers                                                                                           |
| Siegfried Harms            | 8. November 2001 bis 11. November 2005   | letzter Bürgermeister des zweigleisigen Verwaltungssystems                                                                                    |

#### Stadtdirektoren nach Einführung des zweigleisigen Verwaltungssystems
| Name                  | Amtszeit                              | Anmerkungen                                        |
| --------------------- | ------------------------------------- | -------------------------------------------------- |
| Erich Kampf           | 19. Dezember 1945 bis 15. Juni 1950   |                                                    |
| Peter Oltmanns        | 16. Juni 1950 bis 31. Oktober 1957    |                                                    |
| Hans Neef             | 1. November 1957 bis 31. Oktober 1963 |                                                    |
| Fritz Hörnig          | 1. November 1963 bis 30. Juni 1971    |                                                    |
| Wilhelm Hermann Greve | 1. August 1971 bis 17. Februar 1978   |                                                    |
| Christian Kuhle       | 18. Februar 1978 bis 30. Juni 1981    | Interimsstadtdirektor                              |
| Ingo Hashagen         | 1. Juli 1981 bis 11. November 2005    | letzter Stadtdirektor der zweigleisigen Verwaltung |

#### Hauptamtliche Bürgermeister
| Name             | Amtszeit                                | Anmerkungen |
| ---------------- | --------------------------------------- | ----------- |
| Angela Dankwardt | 12. November 2005 bis 11. November 2013 |             |
| Jan Edo Albers   | seit dem 12. November 2013              |             |

### Vertreter in Land- und Bundestag
Bei den Wahlen zum Niedersächsischen Landtag gehört Jever zum Landtagswahlkreis 070 Friesland, der den gesamten Landkreis Friesland umfasst. Das Direktmandat wurde im Januar 2013 durch Olaf Lies von der SPD gewonnen. Bei der Wahl vom 15. Oktober 2017 konnte er den Erfolg wiederholen. Bei der letzten Landtagswahl vom 9. Oktober 2022 konnte Lies das Direktmandat mit 48,96 % der Stimmen bei einer Wahlbeteiligung von 59,54 % erneut verteidigen. Weiterhin werden Katharina Jensen (CDU) und Sina Beckmann (Grüne) den Landkreis im Landtag vertreten. Sie zogen über die jeweiligen Landeslisten ihrer Parteien in das Parlament. Die konstituierende Sitzung des neu gewählten Parlaments fand am 8. November 2022 statt. Die Wahlperiode endet im Herbst 2027.
Die Stadt Jever gehört zum Bundestagswahlkreis Friesland – Wilhelmshaven – Wittmund. Er umfasst die Stadt Wilhelmshaven sowie die Landkreise Friesland und Wittmund. Bei der Bundestagswahl 2025 gewann die Sozialdemokratin Siemtje Möller das Direktmandat zum dritten Mal in Folge. Über Listenplätze ihrer Parteien zogen Anne Janssen (CDU) und Martin Sichert (AfD) aus dem Wahlkreis in den Bundestag ein.

### Wappen, Flagge und Banner
| Banner, Wappen und Hissflagge |  |
|                               |  |
|                               |  |

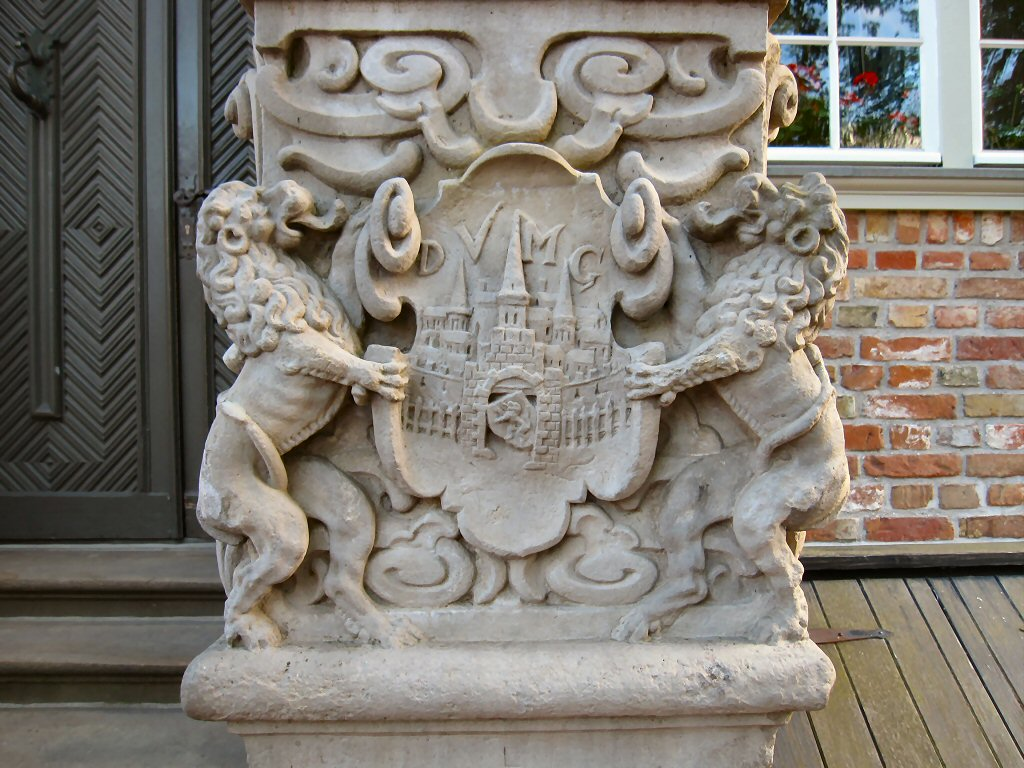
Wappen der Stadt Jever an der Rathaustreppe

Die Darstellungen des Wappens der Stadt haben sich in den vergangenen Jahrhunderten mehrfach geändert. Die Wappen wurden dabei immer wieder in stark unterschiedlichen Varianten und Farbgebungen geführt. Aus diesem Grund beauftragte die Stadt Ende der 1960er-Jahre den ehemaligen Leiter des Staatsarchivs Oldenburg und anerkannten Fachmann der Heraldik Hermann Lübbing mit dem Entwurf einer zeitgemäßen Darstellung des Wappens auf Grundlage der historischen Überlieferungen.
Als Ergebnis entstand das heutige Wappen der Stadt mit der folgenden Blasonierung: „In Blau über einem silbernen, schräg ansteigenden Wall mit offenem Treppengiebeltor drei silberne rotbedachte Türme, von denen der mittlere höher und breiter ist als die Seitentürme. Über den Turmspitzen harmonisch verteilt die goldenen Buchstaben DVMG. Im Torbogen aufrecht schreitend ein goldener Löwe, dessen Krallen und Zunge rot tingiert sind. Beiderseits des Tores ein roter Plankenzaun.“
Das Stadttor mit den drei Türmen steht für die Stadtbefestigung von Jever. Der Löwe ist das Herrschaftszeichen der spätmittelalterlichen Herrschaft bzw. der Häuptlinge von Jever. Die lateinischen Buchstaben  D V M G  erinnern an die Stadtrechtsverleihung von 1536 durch Fräulein Maria und bedeuten „Donat Urbi Maria Gubernacula“ (Maria schenkt der Stadt die Regierungsgewalt).
Beschreibung von Flagge und Banner: „Die Flagge bzw. das Banner sind blau-weiß quer- bzw. längsgestreift mit dem aufgelegten Wappen in der Mitte.“

### Städtepartnerschaften
Jever unterhält Städtepartnerschaften mit folgenden Städten:
- Zerbst/Anhalt (Deutschland, Sachsen-Anhalt), seit 1990
- Cullera (Spanien), seit 1998

## Sehenswürdigkeiten

Die Sehenswürdigkeiten von Jever (Lithografie von Klusmeier um 1865)

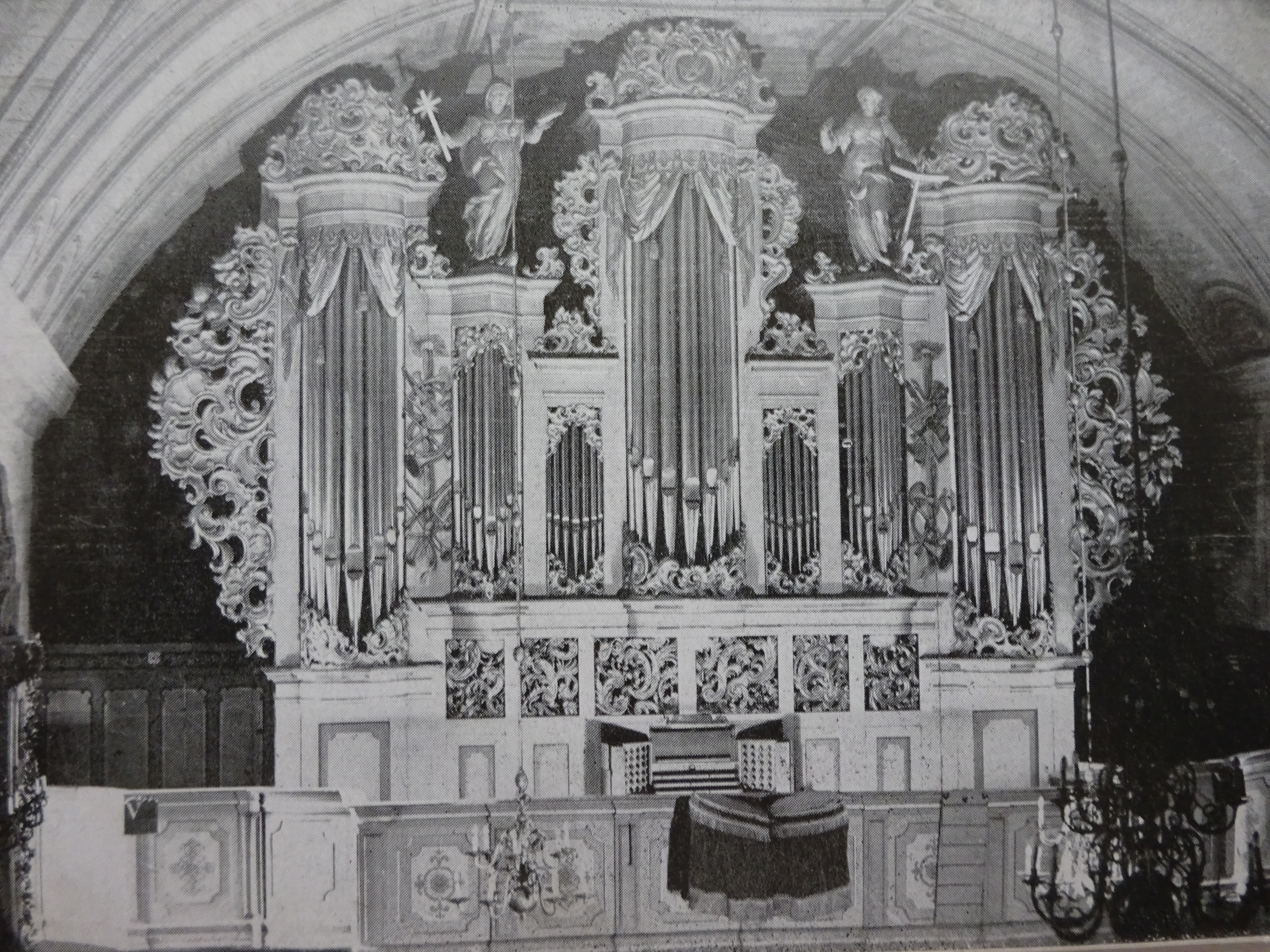
Berner-Orgel in der Stadtkirche

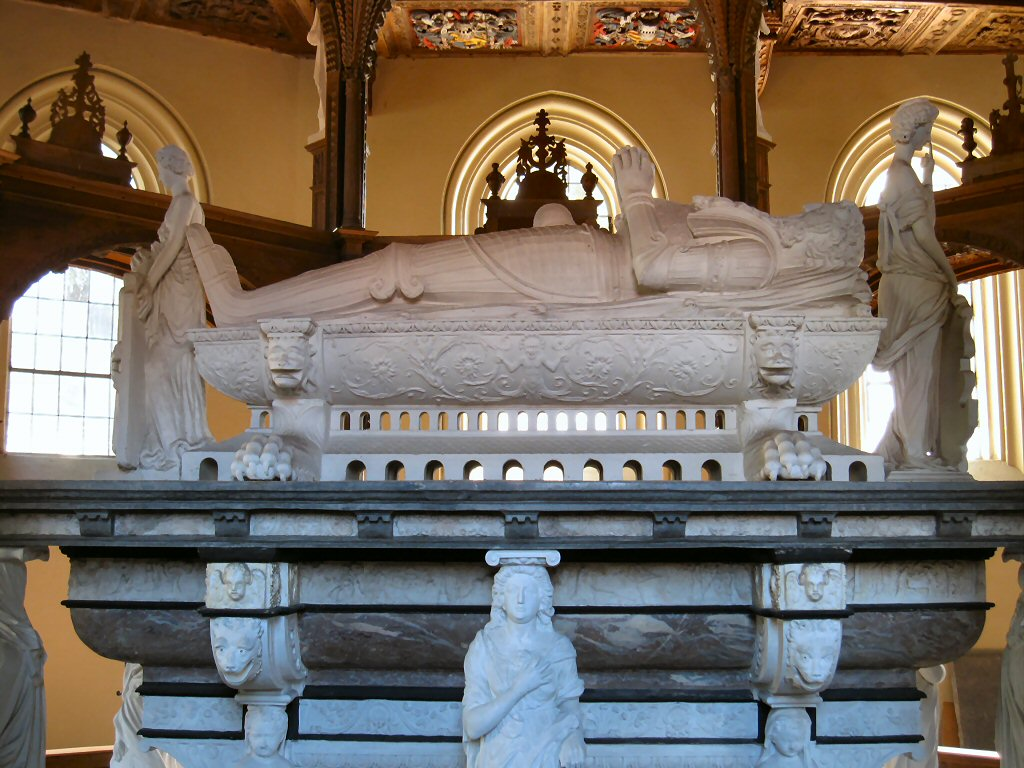
Edo-Wiemken-Denkmal in der Stadtkirche zu Jever

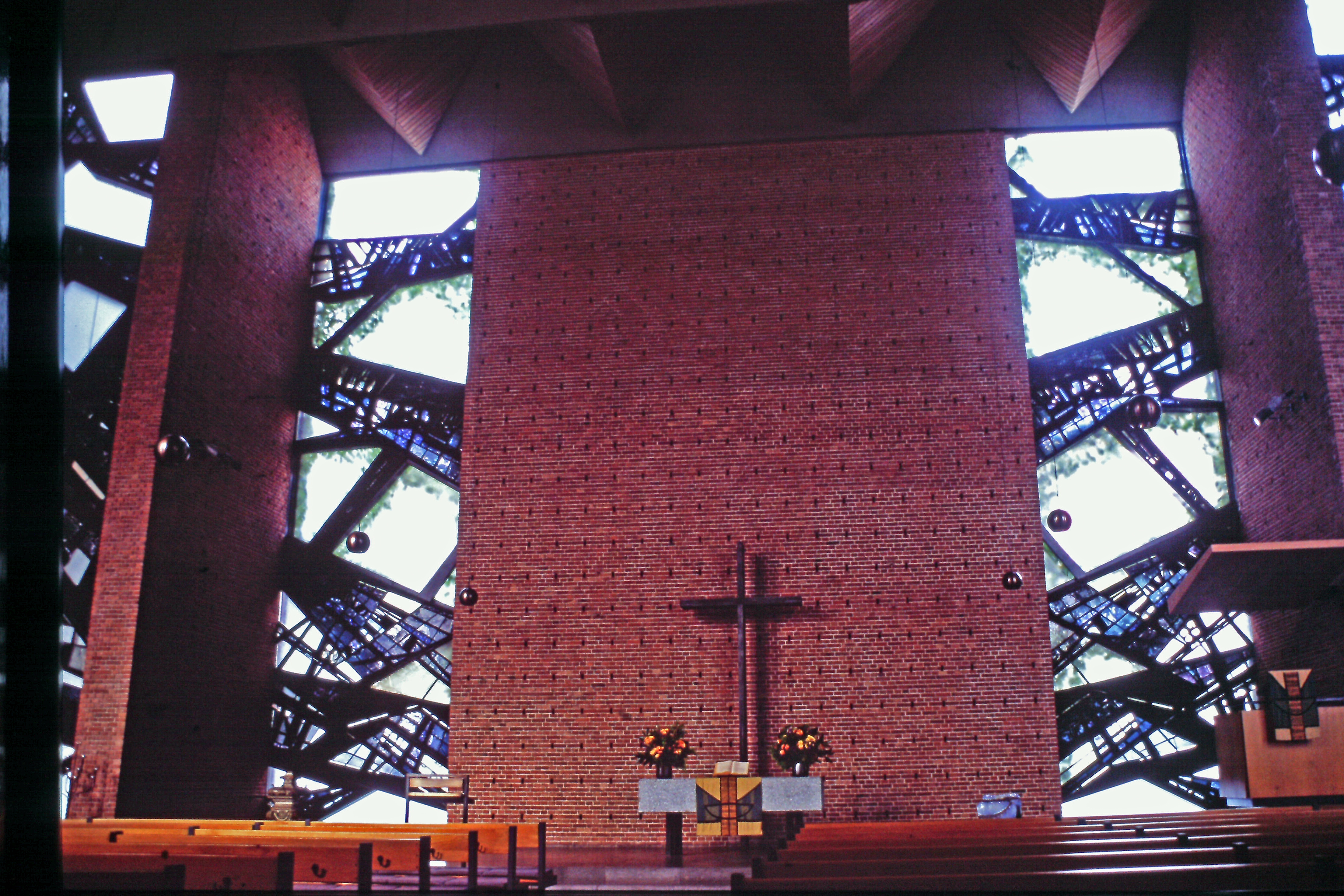
Altar der Neuen Stadtkirche

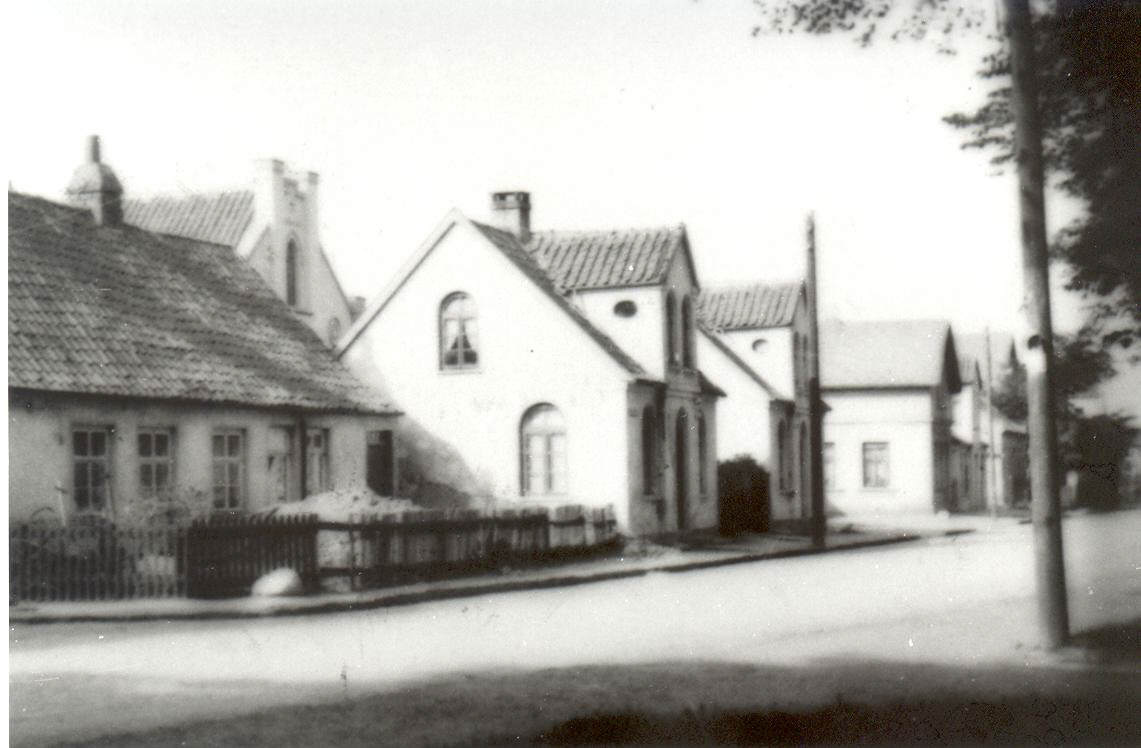
Das Bethaus als Hinterhofbebauung; im Vordergrund zwei kleine Wohnhäuser (um 1920)

Jever bietet eine Vielzahl historischer, kultureller, technischer und auch botanischer Denkmäler, die auf die verschiedenen Epochen der mehr als 1000-jährigen Geschichte des jeverschen Siedlungsraumes verweisen. Zum touristischen Angebot gehören begleitete Stadt- und Kirchenführungen. Daneben gibt es mehrere Museen, die auf ein spezielles Thema konzentriert sind oder aber neben einem Hauptthema wechselnde Sonderausstellungen bieten.

## Sakralbauten

### Alte Stadtkirche
Die evangelisch-lutherische Stadtkirche steht am Kirchplatz in Jever, auf dem Grund ihrer Vorgängerkirchen. 1728 war eine Kirche abgebrannt, der Neubau, eingeweiht 1736, ist am 1. Oktober 1959 niedergebrannt. Dieses Feuer vernichtete auch die 1750–1756 von Johann Adam Berner gebaute dreimanualige Orgel. Der in Neuende geborene Amsterdamer Kaufmann Diedrich Garlichs hatte sie gestiftet.

### Neue Stadtkirche
Im Jahre 1964 wurde die heutige Kirche errichtet, ein moderner, stark gestaffelter Zentralbau, mit der erhaltenen Apsis der zerstörten Kirche verbunden. Aus der Ferne betrachtet vermittelt der Bau den Eindruck einer „Stadtkrone“. Eine seiner Intentionen – so Dieter Oesterlen (1911–1994), Architekt der Stadtkirche – sei „die klare Trennung von Baudenkmal und Neubau“ gewesen. „Beide Baukörper kommen zu ihrer eigenen architektonischen Wirkung“. Die Sandsteinumrahmung des Eingangsportals sowie der Taufstein stammen aus der Vorgängerkirche. Die Orgel der Stadtkirche ist ein Werk des Wilhelmshavener Orgelbauers Alfred Führer. Die Disposition des Instruments wurde vom jeverschen Kantor Günter Maurischat entworfen. Sie verfügt über 47 Register und hat eine mechanische Traktur. Der Prospekt der Orgel wurde nach einem Entwurf von Dieter Oesterlen angefertigt. Der Kirchenraum bietet bei voller Bestuhlung zirka 800 Gottesdienstbesuchern Platz. In der bereits erwähnten historischen Apsis befindet sich das denkmalgeschützte Edo-Wiemken-Denkmal, das an den letzten männlichen Ostfriesischen Häuptling des Jeverlandes erinnert und im Laufe der Geschichte bereits zwei Feuersbrünste überstanden hat. Es wurde durch Fräulein Maria, die Tochter Edo Wiemkens, in Auftrag gegeben und zwischen 1561 und 1564 von Schülern des Antwerpener Bildhauers Cornelis Floris geschaffen. Es gilt als bedeutendes Beispiel der niederländischen Renaissancekunst.

### St.-Annen-Kapelle
Die St.-Annen-Kapelle ist das älteste erhaltene Gotteshaus der Stadt Jever. Sie wurde 1610 erbaut und bereits 50 Jahre später „wiederum völlig erneuert und verbessert von Harmen Warner und Jakob Hanke, zur Zeit Kirchengeschworene zu Jever“. Zu diesen Verbesserungen gehört wohl auch der polygonale Chorabschluss, den die Kapelle nach archäologischen Untersuchungen erst 1660 erhielt. Der Innenraum des Gotteshauses ist ein lichtdurchfluteter Apsissaalbau. Seine Länge beträgt 16 und seine Breite sieben Meter. Beim Bau der St.-Annen-Kapelle wurden neben jüngeren Ziegelsteinen auch solche im sogenannten Klosterformat verwendet. Sie stammen wahrscheinlich aus dem Abbruch des Klosters Oestringfelde. Beachtenswert ist auch der Altar, dessen Aufsatz 1703 im bäuerlichen Stil bemalt worden ist. Auf dem linken Flügel ist Mose vor der erhöhten Schlange und auf dem rechten Flügel der gekreuzigte Jesus Christus dargestellt. Unter den Darstellungen auf den Altarflügeln befindet sich die Inschrift: Und wie Mose in der Wüste eine Schlange erhöhet hat, Also muss des Menschen Sohn erhöhet werden. (Evangelium nach Johannes, Kapitel 3, Vers 14). Der Mittelteil des Altaraufsatzes ist zusammengesetzt aus vier geschnitzten und farbig gefassten Tafeln mit Szenen aus dem legendären Leben des Heiligen Georg. Die Kapelle diente in früheren Zeiten als Vorstadtkirche und heute fast ausschließlich als Friedhofskapelle. Der sie umgebende Friedhof wurde bereits 1665 als Capellen-Kirchacker erwähnt, war derzeit allerdings nur den Vorstädtern und Angehörigen der Garnison als Begräbnisstätte vorbehalten. Nachdem der die Stadtkirche umgebende Friedhof im Jahr 1803 aufgehoben worden war, wurde aus dem Capellen-Kirchacker der bis heute mehrfach erweiterte Friedhof der Stadt Jever.

### Bethaus der Baptisten
Das Bethaus der Baptisten in Jever wurde 1858 errichtet und ist eines der ältesten baptistischen Kirchengebäude in Deutschland und das zweitälteste in Jever. Das Bethaus wird noch heute zu gottesdienstlichen Zwecken genutzt. Es befindet sich außerhalb des historischen Stadtkerns von Jever am Elisabethufer in der sogenannten St. Annen-Vorstadt. Auf dem heutigen Parkplatz vor dem Bethaus befanden sich bis in die 1950er-Jahre zwei kleine Wohnhäuser. Sie mussten vor der Kirche errichtet werden, da freikirchliche Gotteshäuser im 19. Jahrhundert nur als Hinterhofbebauung gestattet wurden.

### St.-Marien-Kirche
Die römisch-katholische St.-Marien-Kirche ist im Stil des Kubismus errichtet. Ihr Turm, in dem sich vier Glocken befinden, misst 23 m. Eine kleine Kapelle, die in der ehemaligen Sakristei eingerichtet wurde, dient als Gottesdienstraum für die Werktagsmessen.

## Profanbauten

### Schloss Jever

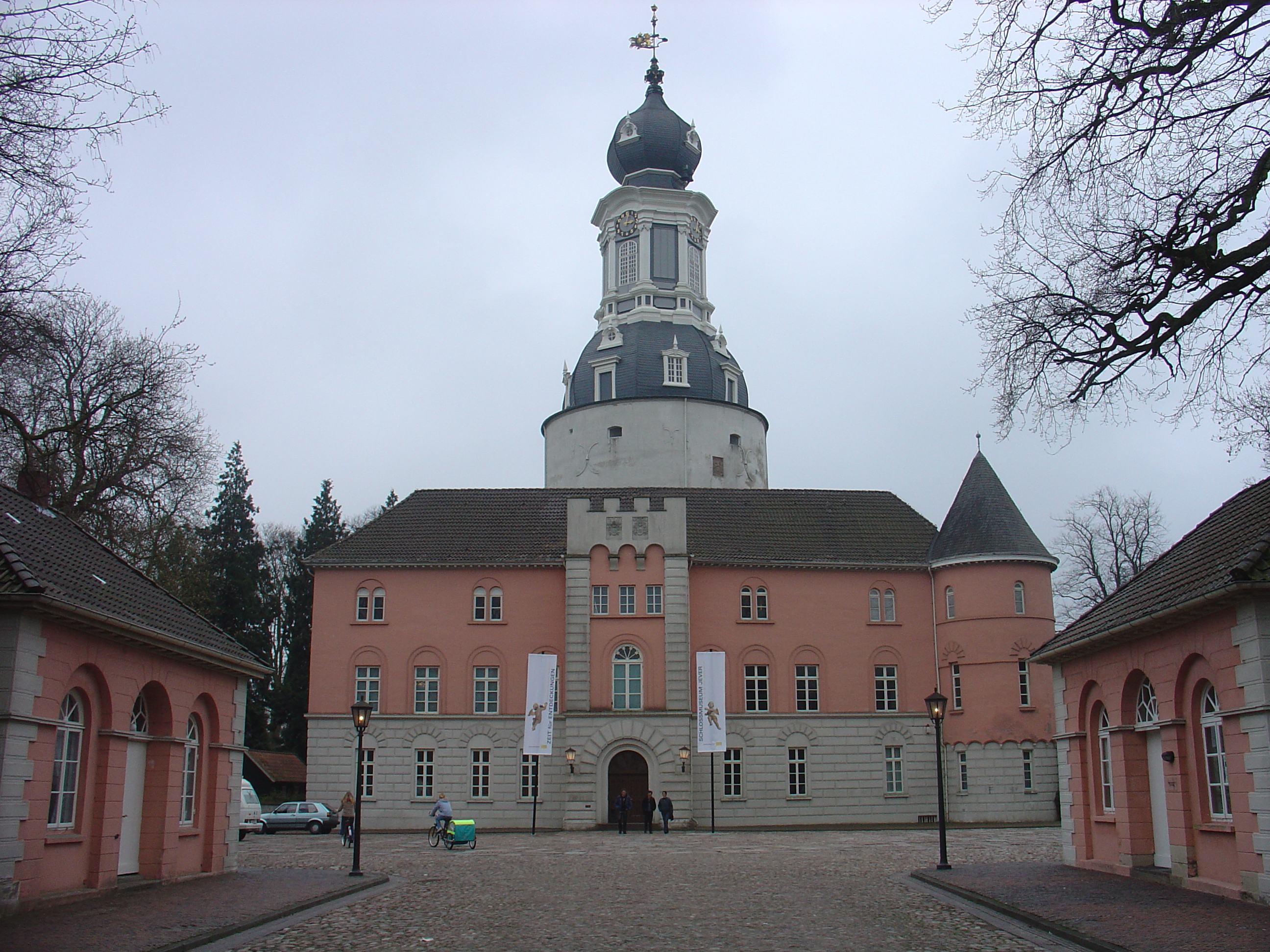
Schloss zu Jever

Das Schloss Jever entstand aus einer Wehranlage des 14. Jahrhunderts. Das Schloss war der Sitz der Herrschaft Jever. Mittelpunkt war ein mächtiger Bergfried, der ab dem 16. Jahrhundert in eine von Wassergräben und Wällen umgebene vierflügelige Schlossanlage integriert wurde. Von 1560 bis 1564 ließ die damalige Regentin Maria von Jever diverse Umbauarbeiten im Stil der Renaissance vornehmen. Es ist das bedeutendste profane Bauwerk der Stadt. Seit 1921 befindet sich im Schloss das Schlossmuseum. Es zeigt Exponate zur Kulturgeschichte, Volkskunde und Archäologie des Jeverlandes.

### Rathaus
Das Rathaus der Stadt wurde 1609–1616 durch den Meister Albert von Bentheim errichtet. Der ursprüngliche Volutengiebel wurde 1836 durch den heutigen, wesentlich schlichteren Abschluss ersetzt. 1963 wurde das Rathaus wegen Baufälligkeit fast vollständig abgebrochen und durch einen Neubau ersetzt. Nur die äußere Fassade konnte beim Neubau erhalten bleiben. Auch die Giebelspitze musste im Zuge dieser Maßnahmen abgetragen und erneuert werden. Teil der Fassade ist das Stadtwappen mit der Aufschrift Donat Urbi Maria Gubernacula – Maria schenkt der Stadt die Regierungsgewalt. Vor dem Rathaus befindet sich mit der Ratspütt einer der ältesten öffentlichen Brunnen.

### Wohnbauten

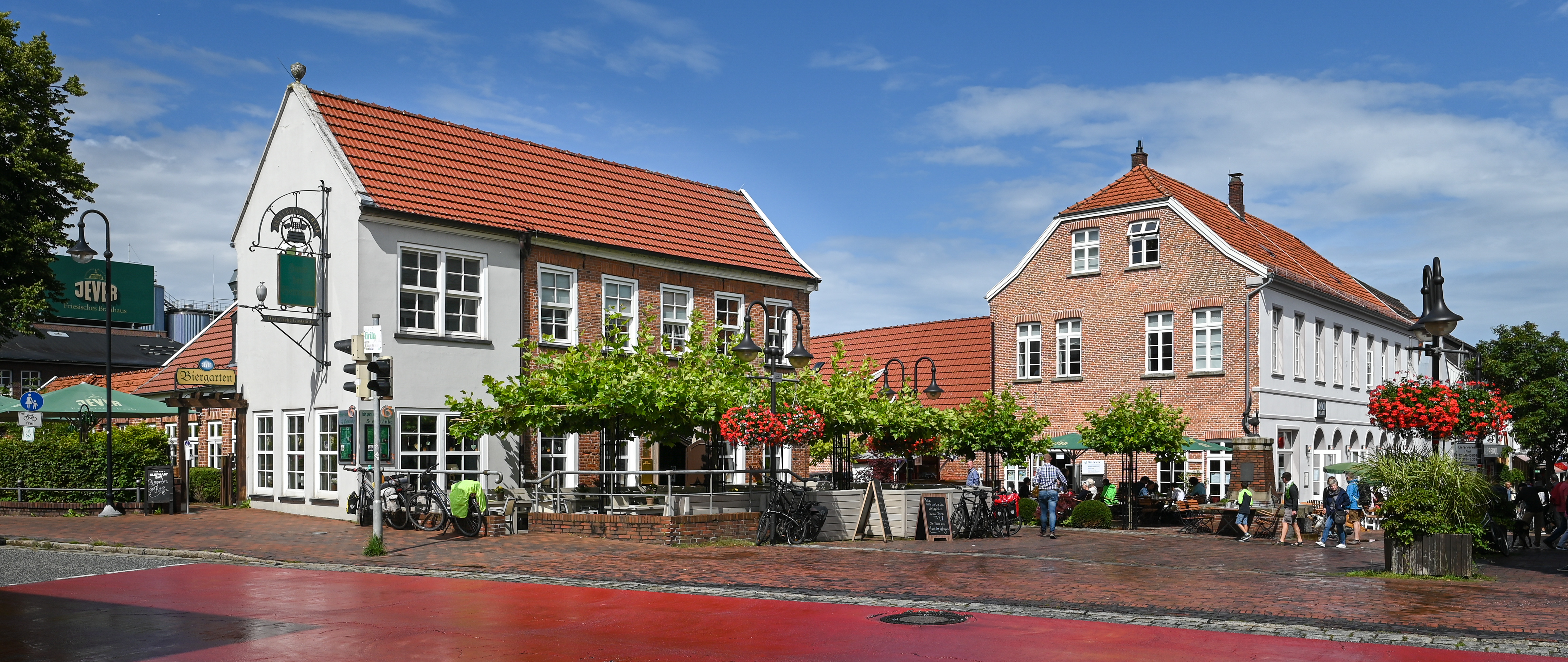
Beginn der Schlachtstraße mit Haus der Getreuen (linkes Gebäude)

In der Altstadt befinden sich zahlreiche gut erhaltene Wohnbauten. Trotz einiger Abbrüche (vor allem an der St. Annen- und Lindenbaumstraße) und Sanierungsmaßnahmen am Hopfenzaun und an der Drostenstraße, denen 1975 unter anderem das Drostenhaus zum Opfer fiel, blieb der altertümliche Charakter der Innenstadt mit seinen oftmals verputzten Backsteinbauten noch in großen Teilen gewahrt. Typisch sind die zahlreichen qualitätvollen Sandsteinportale des 18. und 19. Jahrhunderts. Eine größere Anzahl historischer Häuser findet sich im Bereich des Kirchplatzes. Besonders hervorzuheben ist das Am Kirchplatz 14 gelegene Gasthaus Schwarzer Bär, ein zweigeschossiger Backsteinbau von 1562. Das Haus Am Kirchplatz 1 ist von 1661 datiert und das unweit des Rathauses gelegene Haus Am Kirchplatz 9 mit seinem Glockengiebel entstand 1715. Das nicht zugehörige Rokokoportal wurde allerdings erst 1934 eingefügt, als die zuvor backsteinsichtige Fassade mit einem Verputz versehen wurde. In der nahen Wangerstraße 8 steht ein 1650 erbautes Packhaus mit mittig angebrachten Ladeluken. Das Gebäude Wangerstraße 14 (heute Sitz des Verlages Brune-Mettcker), wurde 1823 auf einem Teil des zugeschütteten Stadtgrabens als Stadtwaage und Schankwirtschaft erbaut. Ein besonders stattlicher Bau ist die einstige Löwenapotheke in der Apothekerstraße 1. Das im Kern ältere Haus geht in seiner heutigen Form auf den Apotheker Johann Carl Christian Sprenger zurück, der das südliche Giebelhaus 1798 erwarb und mit dem Nachbarhaus verband. Von dem bereits erwähnten Drostenhaus blieb lediglich das 1756 datierte Portal erhalten, das in den Neubau von Hopfenstraße 2 integriert wurde. Weitere Portale befinden sich Am Kirchplatz 17 (Mitte des 18. Jahrhunderts) und an den Häusern Schlossstraße 4 (1754), Wangerstraße 10 (1765) und Wangerstraße 13 (1823). Auch außerhalb des befestigten Stadtkernes blieben einige bemerkenswerte Wohnbauten erhalten. An der Schlachtstraße 1 liegt das sogenannte Haus der Getreuen, das mit einem Sandsteinportal in Rokokoformen ausgestattet ist. Es wurde vermutlich in der ersten Hälfte des 18. Jahrhunderts errichtet und vor 1890 im Westen um eine Fensterachse erweitert. Zu den bedeutendsten Bauten des Klassizismus in Jever gehört das Haus Mühlenstraße 1, das heute Sitz der Oldenburgischen Landesbank ist. Es wurde um 1850 durch den Kaufmann Diesendorf erbaut und ist mit einem dreiachsigen Mittelrisalit versehen, der durch korinthische Pilaster gegliedert wird.

### „Hof von Oldenburg“

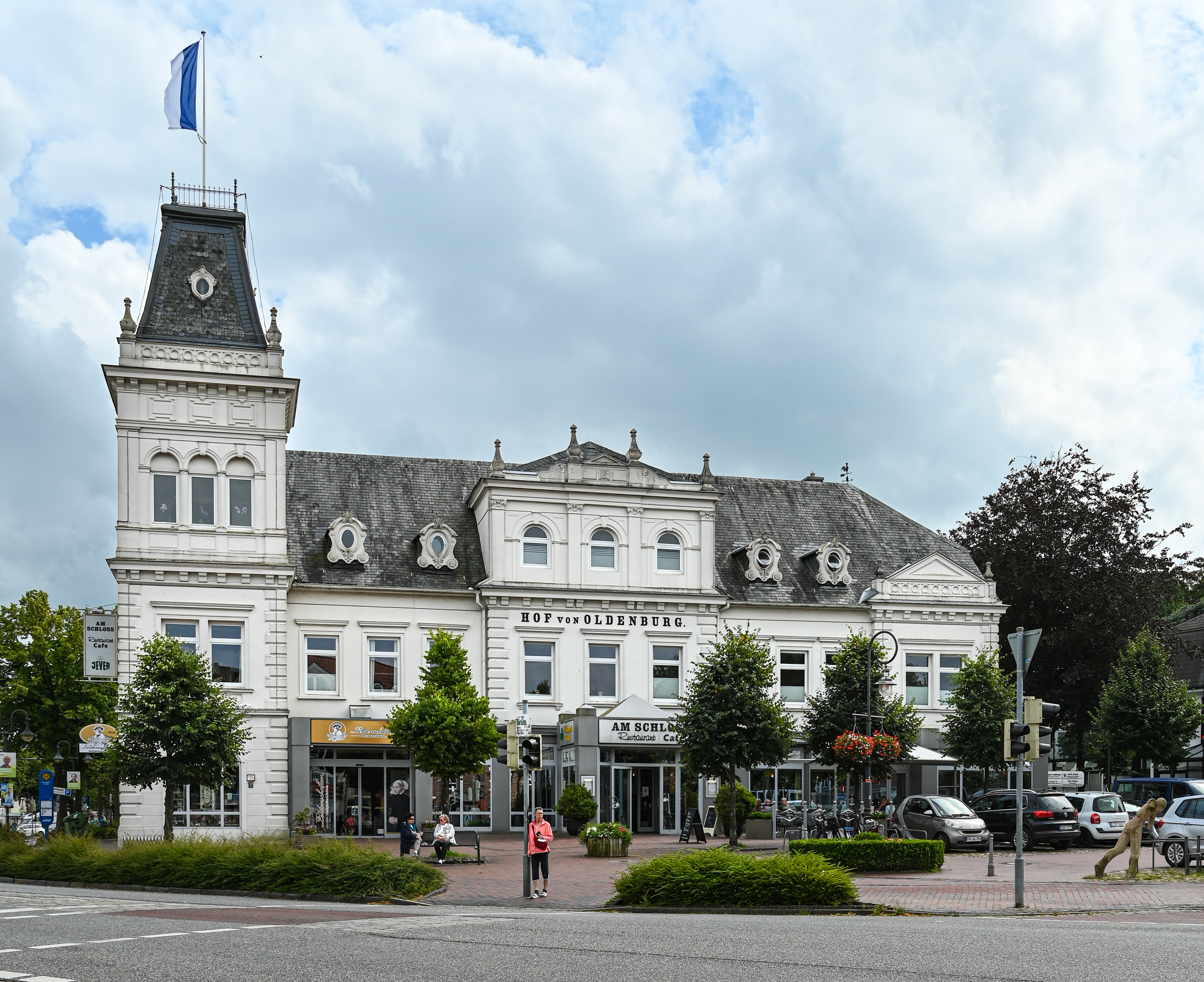
Hof von Oldenburg im August 2021

Das markante Gebäude „Hof von Oldenburg“ am Alten Markt 14 ist eine historische Gaststätte, die 1798 als eines der ersten Gebäude außerhalb der Schutzanlagen der Stadt gebaut wurde. Ein im April 1983 eingeweihtes Glockenspiel am „Hof von Oldenburg“ lässt mehrfach am Tage die wichtigsten Herrschaften des Jeverlands Revue passieren. Es erscheinen in der Reihenfolge: Edo Wiemken der Jüngere, Maria von Jever, Graf Anton Günther, Fürst Johann August von Anhalt-Zerbst und Zarin Katharina II. von Russland; alle mit verschiedenen Insignien ihrer Herrschaft über Jever ausgerüstet. Zu dem Figurenumlauf spielen die 16 Glocken des Glockenspiels verschiedene Volksweisen. Gestiftet wurde das von der Turmuhrenfabrik Korfhage in Melle hergestellte Glockenspiel von dem späteren Ehrenbürger der Stadt Jacobus Eden.

### Blaudruckerei Jever
Die Blaudruckerei Jever befindet sich seit den 1980er-Jahren in einem alten Speichergebäude in der Straße Kattrepel. Sie ist einer der wenigen Orte in Deutschland, an denen noch das traditionelle Handwerk des alten ostfriesischen und norddeutschen Blaudrucks ausgeübt wird. Dabei werden Stoffe im Handdruck mit Indigoblau ausgefärbt und danach abgewaschen, bis sich auf dem Stoff weiße Blaudruckmuster auf blauem Grund zeigen. In der Werkstatt der Druckerei können sich die Besucher über das Handwerk informieren und den einzelnen Arbeitsschritten zusehen.

### Schlachtmühle

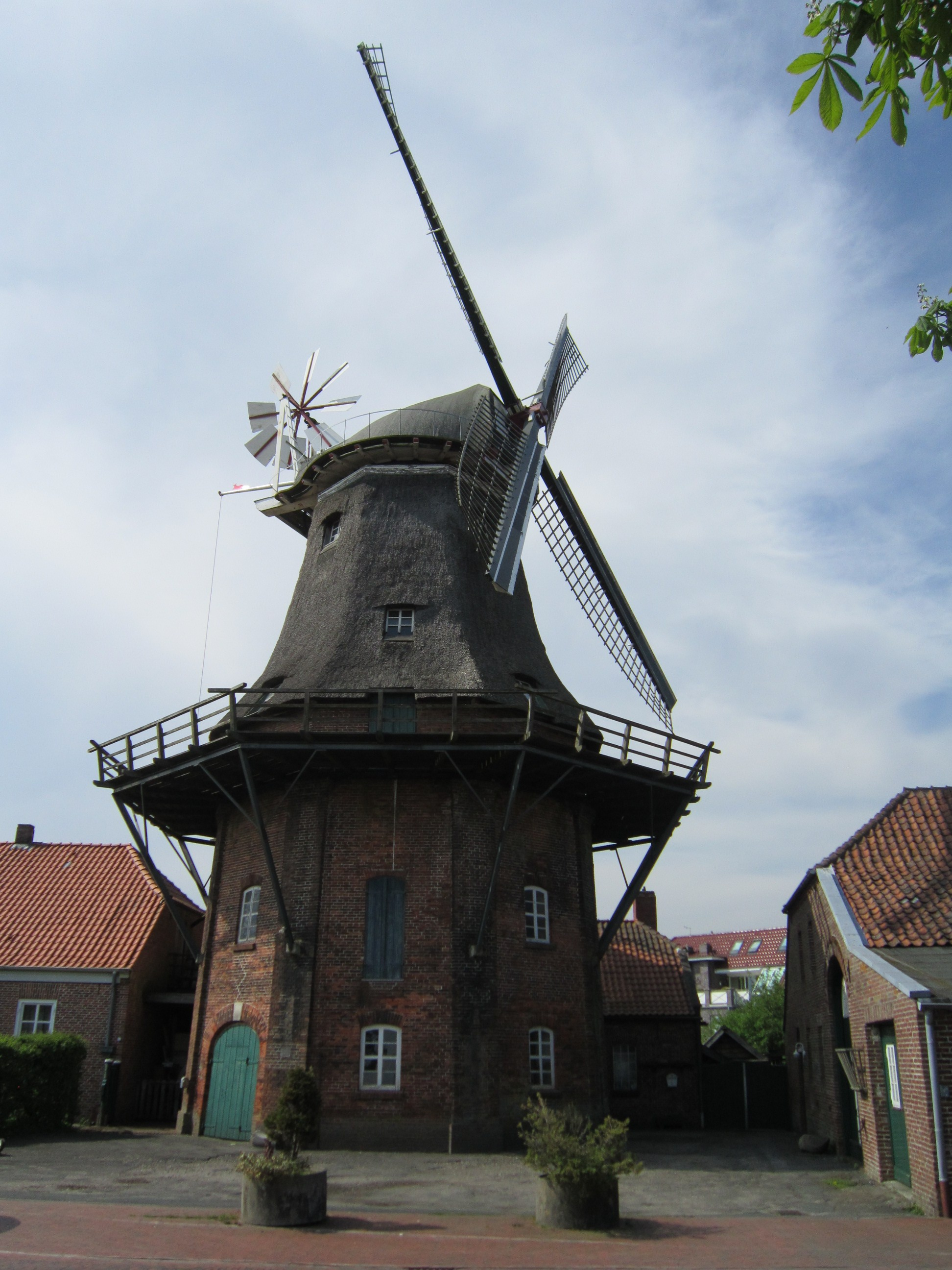
Schlachtmühle Jever

Im Jahr 1847 wurde die Schlachtmühle, ein zweistöckiger Galerieholländer, in der Jeveraner Innenstadt errichtet. Die Geschichte der Schlachtmühle geht bis ins Jahr 1722 zurück. Die ursprüngliche Mühle befand sich östlich des früheren Hafens von Jever, der Schlachte. 1846 wurde die baufällige Mühle abgerissen und an ihrem heutigen Standort neu errichtet. Die Mühle ist Station der Friesischen Mühlenstraße.

### Friesisches Brauhaus zu Jever

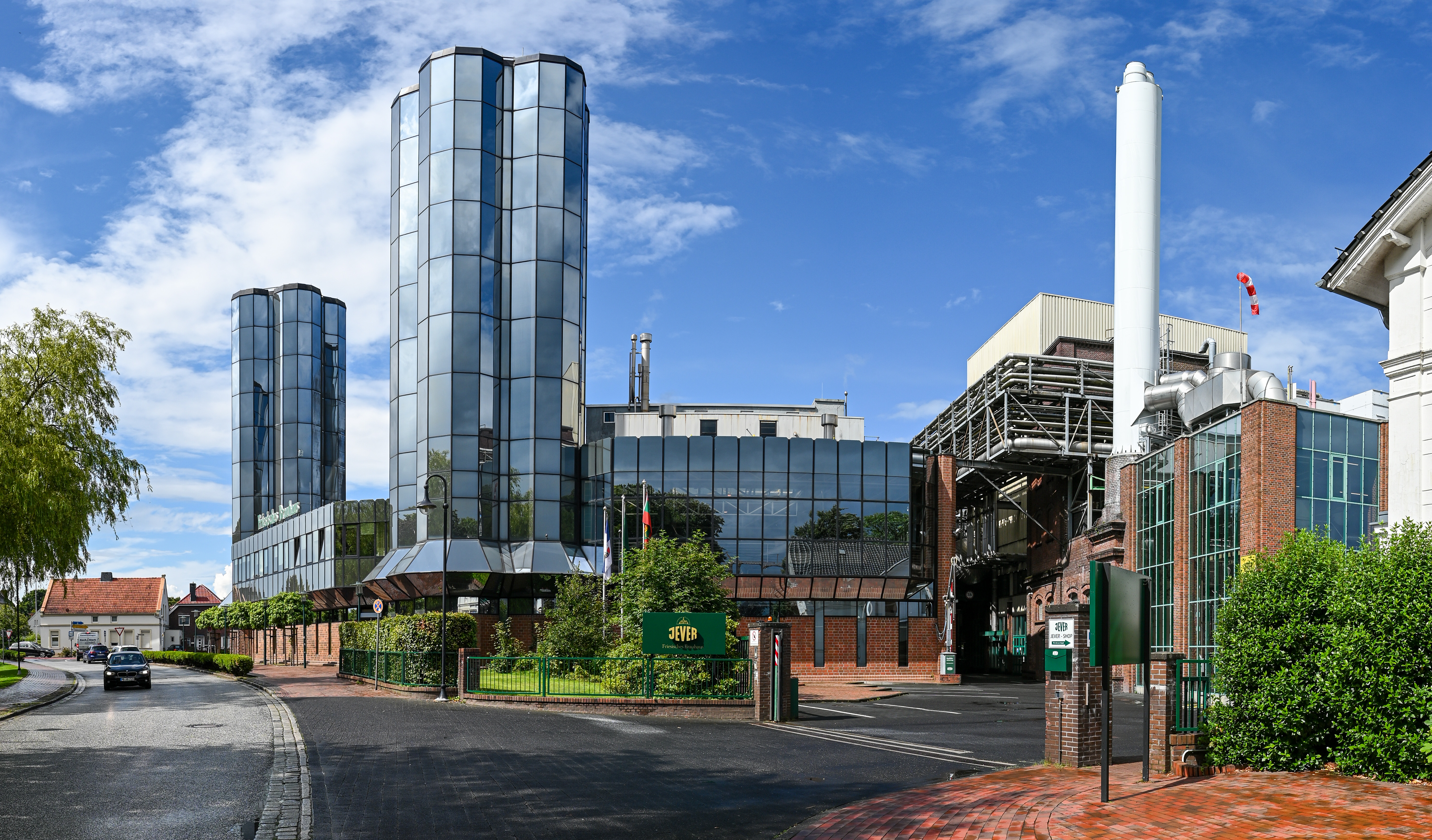
Friesisches Brauhaus (2021)

Das Friesische Brauhaus zu Jever braut seit 1848 das nach der Stadt Jever benannte gleichnamige Bier. Die Brauerei beschäftigt mit ihrem modernen Produktionsbetrieb rund 270 Mitarbeiter und füllt pro Stunde ca. 60.000 Flaschen Jever-Bier ab. In den verspiegelten Gärtürmen der Brauerei am Elisabethufer befinden sich fünf Tanks à 240.000 Liter, in denen das Jungbier drei bis vier Wochen vor der Abfüllung bei −1 °C gelagert wird. Das Brauhaus bietet nach Voranmeldung Besichtigungen des Produktionsbetriebes unter fachkundiger Führung an. Zur Führung gehört auch ein Gang durch das angeschlossene historische Brauereimuseum. Hier erhält man einen Einblick in den Brauereialltag, wie er vor rund 100 Jahren ablief. Im Jahre 2007 nutzten mehr als 33.000 Gäste die Gelegenheit zur Besichtigung.

## Denkmäler

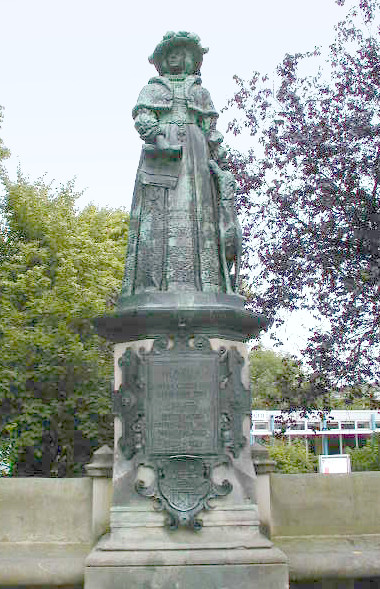
Fräulein-Maria-Denkmal in der Nähe des Schlosses zu Jever

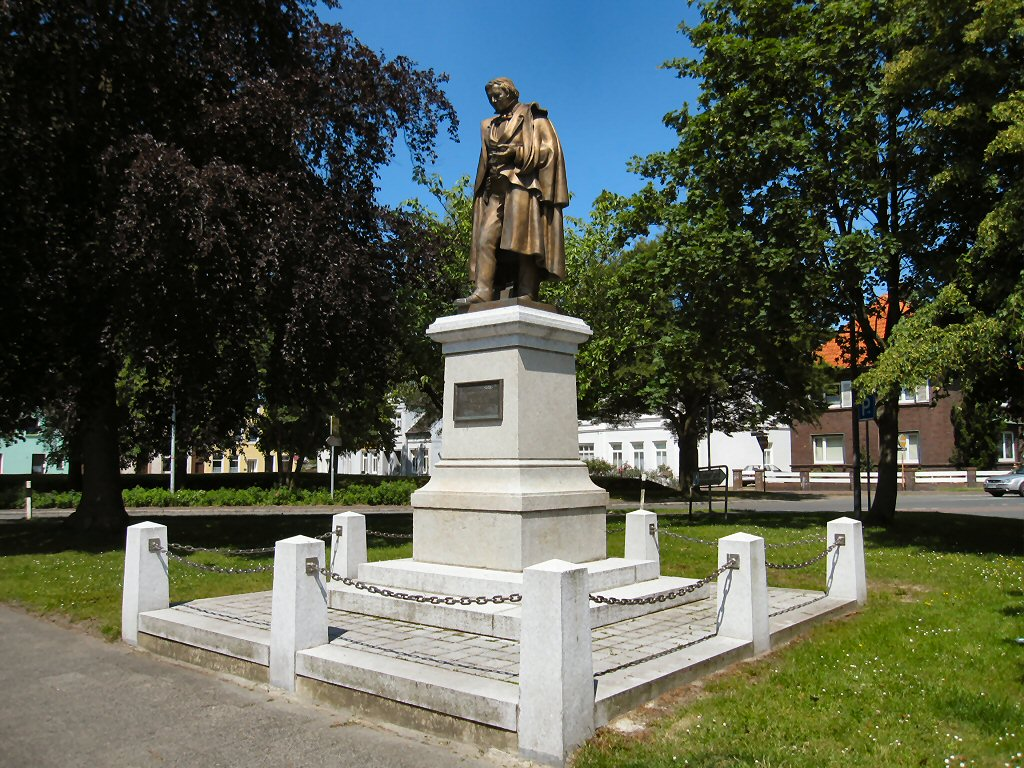
Eilhard-Mitscherlich-Denkmal

Das wohl bekannteste Denkmal der Stadt ist das Fräulein-Maria-Denkmal an der Schlossstraße in Höhe der Fräulein-Maria-Straße. Das vom Berliner Bildhauer Harro Magnussen (1861–1908) entworfene Standbild zeigt die ehemalige Regentin Maria von Jever in höfischer Tracht, den Blick auf die ehemalige Residenz Schloss Jever zugewandt. In der rechten Hand hält sie die Urkunde zur Verleihung der Stadtrechte, die linke Hand liegt auf dem Kopf eines neben ihr sitzenden Windhundes. Das 2,20 Meter hohe und 550 Kilogramm schwere Standbild wurde in der Gießerei Gladenbeck in Friedrichshagen gegossen und am 5. September 1900 zum 400. Geburtstag von Maria eingeweiht.
In der Fräulein-Maria-Straße befindet sich das Mahnmal für die in der Zeit des Nationalsozialismus ermordeten Juden von Jever. Das von dem Oldenburger Künstler Udo Reimann entworfene Mahnmal wurde im September 1996 eingeweiht und zeigt drei Bücherstapel mit großformatigen Bücherbänden. Jeder Band trägt auf dem Buchrücken einen Namen der 67 jüdischen Bürger der Stadt, die die Zeit des Nationalsozialismus nicht überlebten.
Das 1878 errichtete Schlosserdenkmal am Schlosserplatz in Jever ist einem der berühmtesten Söhne der Stadt gewidmet. Es ehrt den im 19. Jahrhundert populären Historiker Friedrich Christoph Schlosser, der am 17. November 1776 als zwölftes Kind eines Rechtsanwalts im Haus Annenstraße 27 geboren wurde. Schlosser war Absolvent der Provinzialschule, des späteren Mariengymnasiums, und kehrte nach verschiedenen Lehrertätigkeiten 1808 als Konrektor an diese Schule zurück. 1817 erhielt er den Lehrstuhl für Geschichte an der Universität Heidelberg und veröffentlichte in den folgenden Jahren zahlreiche Werke auf dem Gebiet der Geschichte, mit denen er das Geschichtsbild des liberalen Bürgertums der damaligen Zeit entscheidend prägte. Zum Ende seiner Lehrtätigkeit an der Universität Heidelberg 1852 war Schlosser hochangesehen und wurde mit der Ehrenbürgerschaft der Stadt Heidelberg ausgezeichnet. Er starb 1861 in Heidelberg. Das Schlosserdenkmal besteht aus einem mehr als drei Meter hohen Sandstein-Obelisken, der auf einen mehrstufigen Sockel mit einem kubischen Block an der Spitze aufgesetzt ist. Auf der Vorderseite des Blocks ist ein Bronzemedaillon mit dem Kopf von Schlosser sowie dem Namen und den Lebensdaten des Historikers angebracht. Verschiedene Ornamente sind als Verzierungen angebracht.
Das Denkmal für Eilhard Mitscherlich steht in den Wallanlagen an der St.-Annen-Straße und ehrt den im damals zur Herrschaft Jever gehörenden Neuende geborenen Wissenschaftler. Das Denkmal ist eine detailgetreue Nachbildung des Berliner Originals, das 1894 zum 100. Geburtstag des Naturwissenschaftlers vom Bildhauer Ferdinand Hartzer geschaffen wurde und seit 1919 vor dem Mittelrisalit des Ostflügels der Humboldt-Universität zu Berlin steht. Das jeversche Denkmal wurde am 6. September 2006 eingeweiht und ist bereits das zweite Denkmal des Naturforschers, da es bereits von 1896 bis 1954 ein Denkmal mit der gleichen Statue an diesem Standort gab. Dieses Mitscherlich-Denkmal war jedoch kein Vollguss, sondern bestand aus einem Gipskern, auf dem nur ein Metallüberzug aufgebracht war. Mit der Zeit drang Feuchtigkeit ein und zerstörte den inneren Aufbau der Statue, so dass das Denkmal 1954 aus Sicherheitsgründen abgetragen werden musste. Ab 1988 gab es mehrere Anläufe zur Wiedererrichtung des Denkmals, aber erst 2004 gründete sich ein Förderverein, der dann endgültig die Kosten aufbringen konnte.
Weitere Denkmäler sind die Mahnmale der Kriege von 1870/1871, 1914–1918 und 1939–1945 vor dem Schloss und die Schillerlinde in den Wallanlagen. Eine Bismarck-Eiche, eine Schenkung des Fürsten Otto von Bismarck, steht seit 1895 am östlichen Rand des Kirchplatzes. Das damalige Ziergitter wurde nach dem Zweiten Weltkrieg entfernt. Heute besitzt die Bismarck-Eiche wieder ein Ziergitter in schlichter Form mit einem Medaillon des Reichskanzlers.

## Brunnen

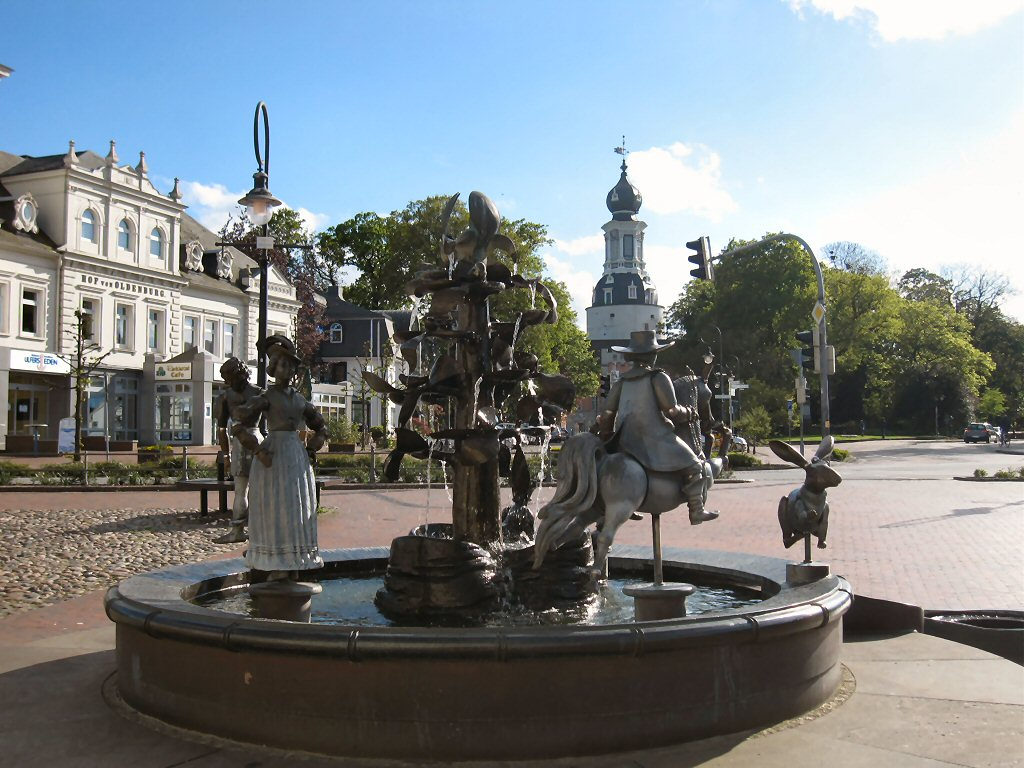
Sagenbrunnen

Der Sagenbrunnen am „Alten Markt“ wurde 1995 von Bonifatius Stirnberg aus Aachen entworfen und gebaut. Der Brunnen zeigt Figuren aus fünf regional bekannten Sagen. Zu sehen ist das Frl. Maria von Jever, die der Sage nach nicht starb, sondern durch einen unterirdischen Gang beim Schloss Jever verschwand und irgendwann wiederkehren soll. Eine weitere Figurengruppe zeigt den Grafen Anton-Günter von Oldenburg mit seinem Apfelschimmel „Kranich“. Das Lieblingspferd des Grafen soll ihm das Leben gerettet haben, als bei einem Ausritt der beiden zur Insel Wangerooge dichter Nebel aufkam und der Graf die Orientierung verlor. Trotz gefährlich steigender Flut brachte das Pferd den Grafen wieder sicher ans Festland. Der große, weiße Scheeper Hase stieß angeblich nicht ganz nüchterne Bauern in den Graben. Das Hexenschiff zeigt zwei Hexen aus dem benachbarten Butjadinger Land, die der Sage nach mit Milchsieb als Boot und Kuhrippen als Ruder nach ihr Unwesen bei den Fischern des Jeverlandes trieben. Die Gudrunsage aus dem 9. Jahrhundert berichtet vom dänischen Sänger Horand, der gen „Givers“ auf dem Sande ritt. Dies ist angeblich die erste Nennung von Jever.
Der am 28. Mai 2003 eingeweihte Kosakenbrunnen ist nach dem Sagenbrunnen ein weiteres Werk des Bildhauers Bonifatius Stirnberg in Jever. Der Brunnen an der Ecke Große Burgstraße/Albanistraße zeigt drei berittene Kosaken in Uniform, die mit langen Lanzen ausgerüstet sind. Er erinnert an die 1813 erfolgte Befreiung des Jeverlands mit Hilfe russischer Kosakenregimenter. Die russische Zeit begann für Jever mit dem Tod von Friedrich August von Anhalt-Zerbst im Jahre 1793. Da Friedrich August keine männlichen Erben hatte, fiel das Fürstentum Anhalt-Zerbst und damit das Jeverland an seine Schwester Sophie Auguste Friederike, die mittlerweile als Katharina II. Kaiserin von Russland war. Während der napoleonischen Kriege wurde das Jeverland von 1806 bis 1813 durch holländische und französische Truppen besetzt gehalten. 1813 befreiten die Kosaken das Jeverland und nahmen es wieder für den russischen Zaren in Besitz. 1818 endete die russische Episode mit dem Abtritt des Jeverlandes an das Großherzogtum Oldenburg.

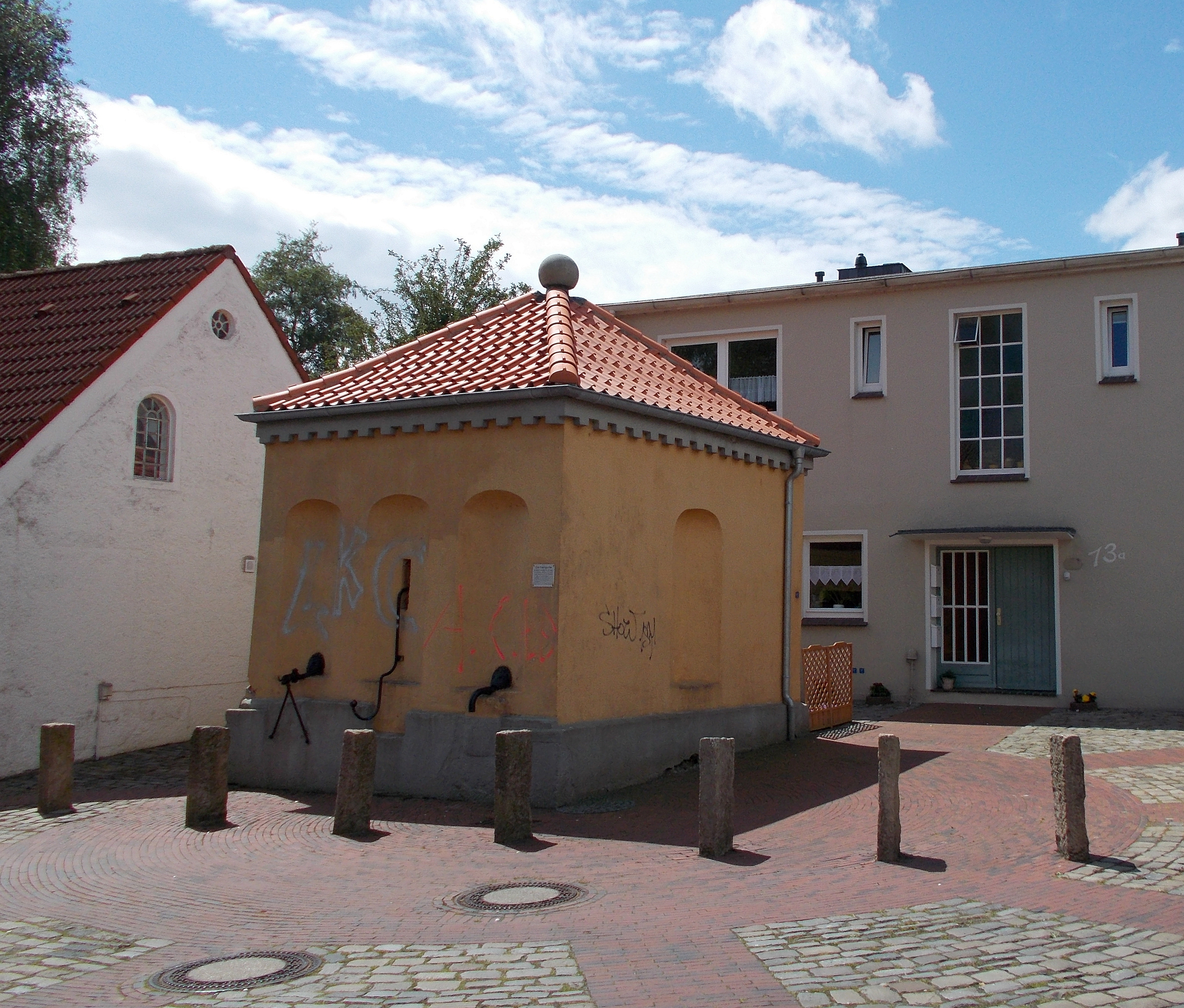
Brunnenhaus Kampütte

Der Brillenbrunnen ist der Mittelpunkt des „Klön-Hoffs“, einem kleinen historischen Platz zwischen Schlachtstraße und dem Kattrepel. Der Brunnen steht auf einer ehemaligen Jeverschen Pütt, die 1986 bei Bauarbeiten freigelegt wurde. Auf Initiative des angrenzenden Brillenfachgeschäfts entstanden Idee und Realisierung von Platz und neuem Brunnen. Die Einweihung erfolgte fünf Jahre später am 30. Mai 1991. Zur Einweihung plätscherte statt Wasser echtes Jever Pilsener Bier durch den Brunnen.
Weitere künstlerisch gestaltete Brunnen sind der Kiebitzbrunnen in der Nähe des Hauses der Getreuen sowie der Hopfenbrunnen im Innenhof des innenstädtischen Gebäudekomplexes Am Hopfengarten.

## Museen
Das kulturhistorische Schlossmuseum Jever präsentiert Informationen zur Geschichte von Schloss Jever, wo es sich seit 1921 befindet. Hinzu kommen Sammlungen zur Kultur- und Landesgeschichte des Jeverlandes.
Das dem Friesischen Brauhaus zu Jever angeschlossene Historische Brauereimuseum zeigt, wie vor gut hundert Jahren Bier gebraut wurde. Bei einem anschließenden Rundgang unter fachkundiger Führung durch den heutigen modernen Produktionsbetrieb wird klar, wie zeit- und arbeitsintensiv es damals war, ein paar Flaschen Bier herzustellen. Die gut zweistündigen Besichtigungen sind nur nach vorheriger Anmeldung möglich.
Das Bismarck-Museum der Getreuen von Jever befindet sich seit Dezember 2004 in der Wangerstraße in Jever. Das private Museum zeigt eine Ausstellung mit rund 400 Exponaten über den preußischen Reichskanzler Otto von Bismarck und die preußische Geschichte. Unter den Ausstellungsstücken findet man sowohl Dinge aus dem persönlichen Besitz Bismarcks als auch Kunstgegenstände, historische Postkarten und Fotografien sowie Gebrauchsgegenstände des täglichen Lebens mit seinem Konterfei. Die Getreuen von Jever führen mit dem Museum eine jeversche Tradition fort, die als Stammtisch jeverscher Bürger im Gasthof „Haus der Getreuen“ begann und darin bestand, Bismarck jährlich zum Geburtstag 101 Kiebitzeier zu schicken. Die Getreuen sind auch heute noch aktiv und treffen sich jährlich zu Bismarcks Geburtstag am 1. April im Gasthof „Haus der Getreuen“, das dem Bismarck-Museum gegenüberliegt.
Ein weiteres Museum in Jever ist das Feuerwehrmuseum Jever. Es befindet sich in der Nähe des Bahnhofs und nutzt das ehemalige Bahnfrachtgebäude. Neben Exponaten aus der jeverschen Feuerwehrgeschichte, deren Mittelpunkt ein Feuerwehr-Oldtimer ist, zeigt es jährlich wechselnde Ausstellungen zu verschiedenen Themen der Brandbekämpfung.

## Grünanlagen und Parks

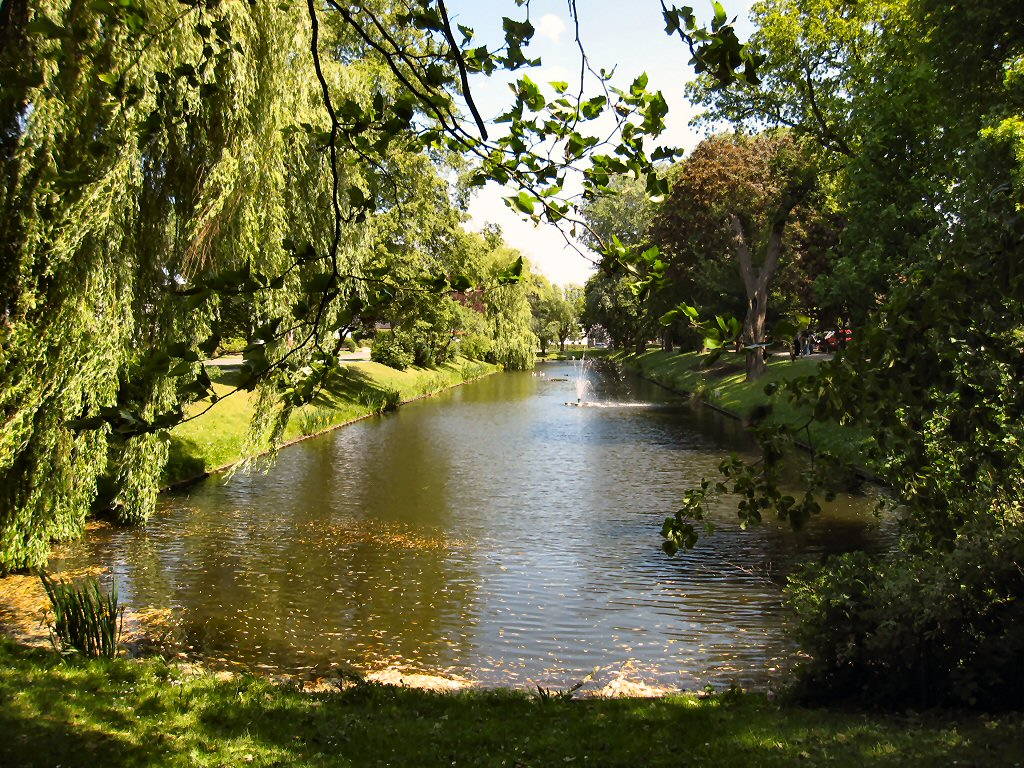
Blick auf die Duhmsgraft

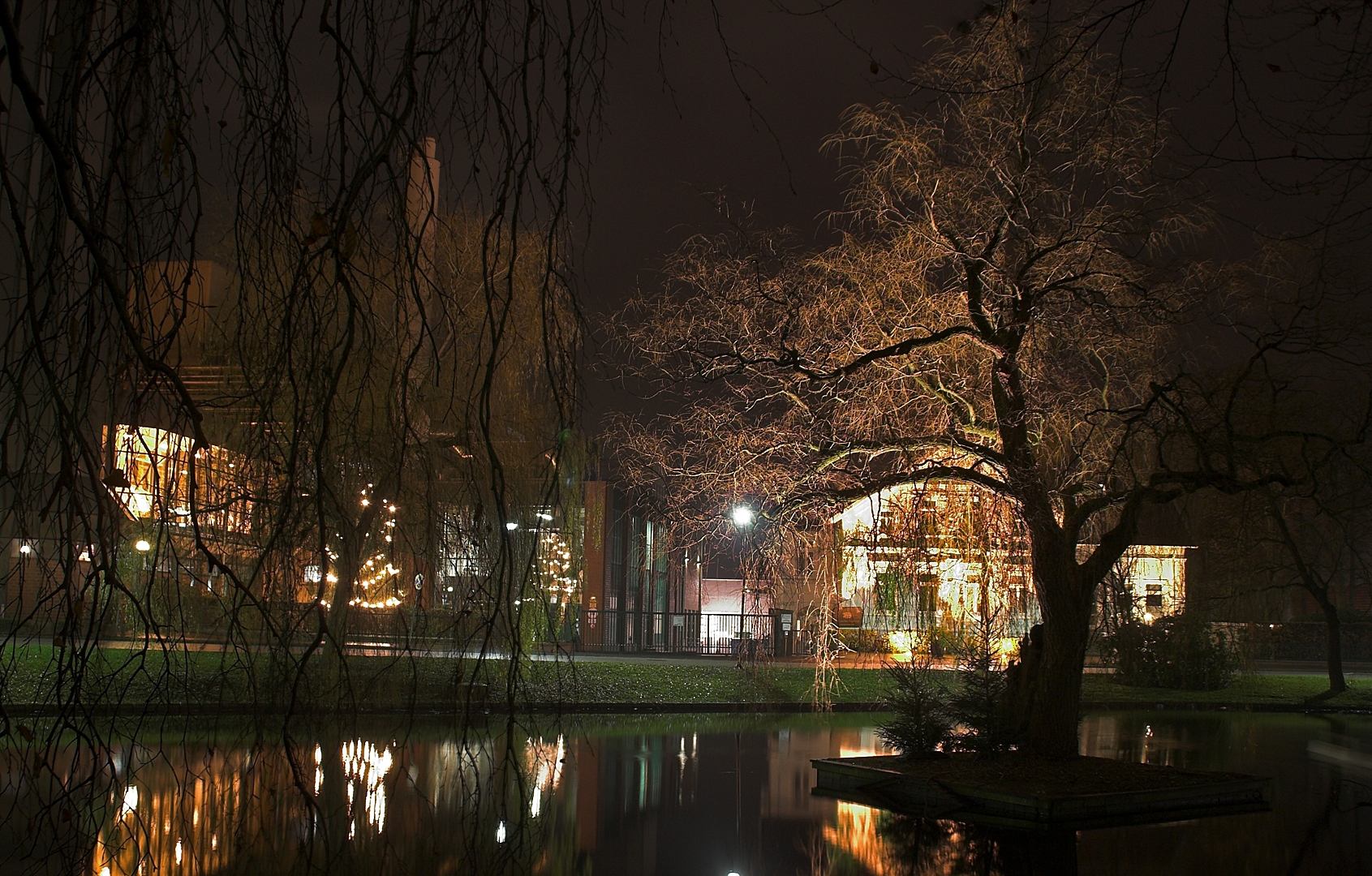
Pferdegraft bei Nacht (im Hintergrund die Jever-Brauerei)

Das Stadtbild von Jever wird stark durch fünf Graften geprägt, die den historischen Stadtkern umgeben. Die Anlage der ursprünglich ringförmigen Graft erfolgte 1536 zusammen mit der Anlage von Erdwällen zur Sicherung der gerade neu ernannten Stadt. Über drei hölzerne Stadttore mit davorliegenden Brücken konnte diese Sicherungsanlage passiert werden. Zu Beginn des 19. Jahrhunderts wurden die Erdwälle beseitigt und anstatt der Tore mit ihren Brücken füllte man die dort liegenden Graften zur Überquerung mit Erde auf. Übrig blieben allein die Graften, die als Festungsgräben den Wallanlagen vorgelagert waren.
Die heute verbliebenen fünf getrennten Graften sind die Duhmsgraft und die Pferdegraft am Elisabethufer, die zweigeteilte Blankgraft am Von-Thünen-Ufer, die Prinzengraft beim Kreisamtsgebäude sowie die Schlossgraft, die eine eigene ringförmige Graftanlage um das Schloss Jever bildet. Aus der Vogelperspektive zeigen die Graften um Stadt und Schloss eine angedeutete „8“. Heute bilden die Graften mit ihren gepflegten Grünanlagen und dem jahrhundertealten Baumbestand einen grünen Ring um die historische Altstadt und laden zum Spaziergang und zum Verweilen ein.
Die Anlage des jetzigen Schlossparks geht auf das Jahr 1838 zurück. Vorbild waren die sogenannten englischen Landschaftsgärten, die sich in Form und Stil im England des 18. Jahrhunderts entwickelt haben. Neben bekanntem europäischem Laubholz (zum Beispiel Rotbuche, Eiche, Linde) bietet der Schlosspark auch exotische Gehölze. Dazu gehören unter anderem der nordamerikanische Tulpenbaum, der südostasiatische Katsurabaum sowie der aus dem südwestlichen China stammende Urwelt-Mammutbaum. Auch die im Schlosspark zu beobachtende Vogelwelt ist beachtenswert. Eine Bestandsliste des jeverschen Schlossmuseums zählt über 80 Vogelarten auf.

## Kultur
Jever bietet ein umfangreiches Angebot an kulturellen Einrichtungen und Veranstaltungen. Die Trägerschaft liegt zum Teil bei der Öffentlichen Hand, zum Teil bei Vereinen und Privatinitiativen. Im Folgenden findet sich eine Auswahl der Angebote.
Der Jeverländische Altertums- und Heimatverein e. V. verfolgt das Ziel, heimatliches Kulturgut zu erhalten, zu pflegen und zu erforschen. Der Verein entstand 1923 durch den Zusammenschluss des 1886 gegründeten Altertumsverein Jever und dem 1920 gegründeten Heimatverein. Er ist heute neben der Stadt Jever und dem Landkreis Friesland eine der drei Säulen des Zweckverbandes Schlossmuseum Jever. Zurzeit gibt es im Verein 7 aktive Arbeitskreise (Archäologie, Familienforschung, Gröschlerhaus, Heimatkundlicher Arbeitskreis, Litera Tee, Plattdütsch Spraak, Schlachtmühle Jever).

### Theater und Kunst

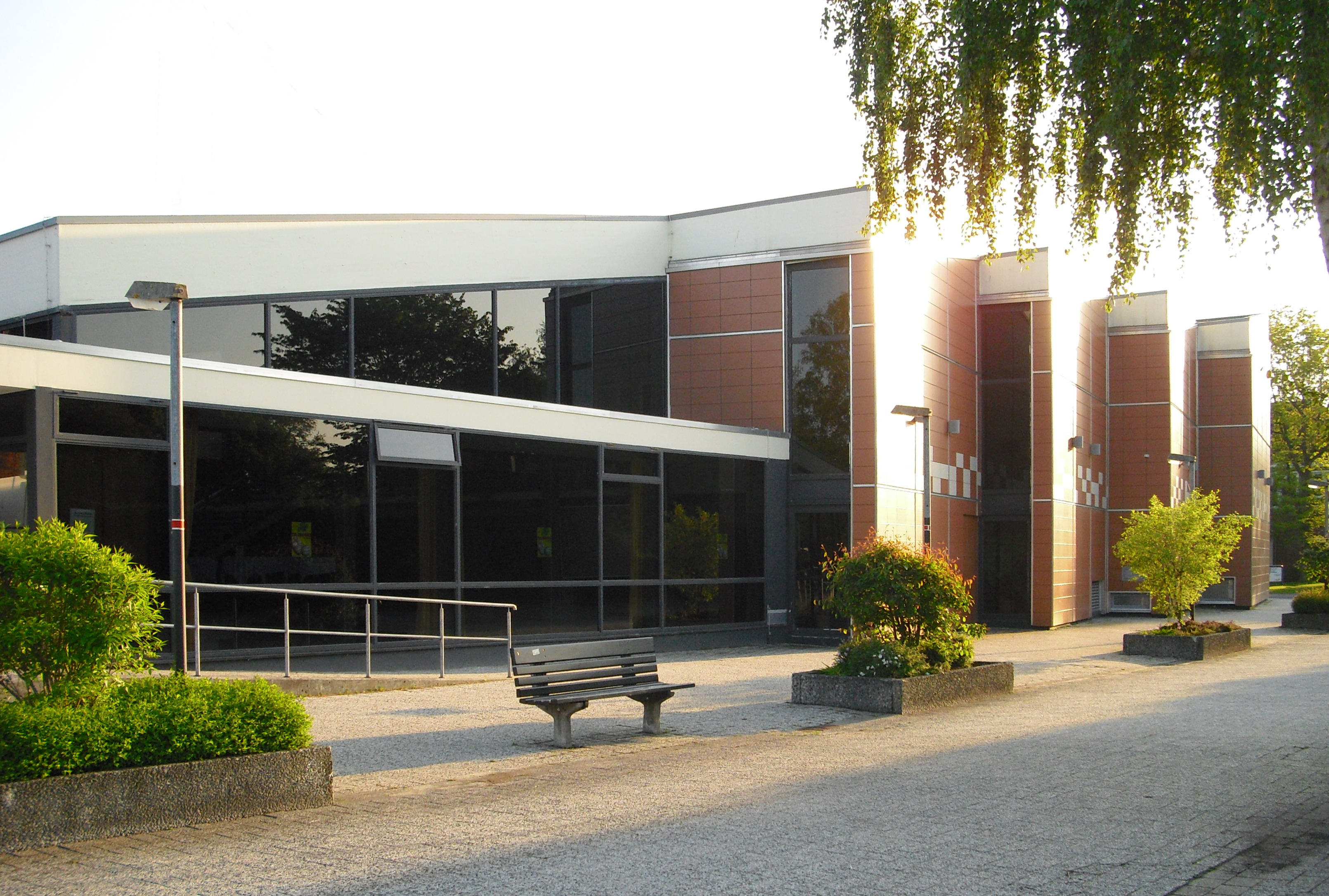
Theater am Dannhalm

Jever ist Spielort der Landesbühne Niedersachsen Nord, die über das Jahr verteilt etwa zehn Inszenierungen in der Stadt präsentiert. Nachdem die unzulänglichen Bühnenverhältnisse die Bespielung des Concerthauses mit größeren Bühnenbildern ab den siebziger Jahren nicht mehr zuließen, wurde das Theater am Dannhalm mit 352 Sitzplätzen eigens als Spielstätte für die Landesbühne konzipiert.
Das Künstlerforum Jever e. V. ist ein seit 1989 bestehender Verein zur Förderung von Kunst und Kultur im Raum Friesland. Dem Künstlerforum steht das denkmalgeschützte Gebäudeensemble eines ehemaligen Lokschuppens und Stellwerks am Moorweg 2 in Jever zur Verfügung, aus dem der Verein einen Veranstaltungsort für kulturelle Präsentationen aller Art schuf. Das historische Gebäudeensemble bietet Räumlichkeiten für das ZiL – Zimmertheater im Lokschuppen sowie für die Galerie im Lokschuppen. Außerdem ist im Gebäude eine Teesiebsammlung aus verschiedenen Epochen und Ländern untergebracht. Als Bühne im Lokschuppen dient ein alter Baustoffwagen der Deutschen Bundesbahn. Seit 2001 führt das hauseigene Jever ArtEnsemble im ZiL Schauspiele und Märchen auf. Mit rund 80 Veranstaltungen und wechselnden Ausstellungen namhafter Künstler ist das Künstlerforum einer der Mittelpunkte der Kulturszene von Jever.

### Sport
Der MTV Jever von 1862 e. V. ist mit über 2100 Mitgliedern in dreizehn Abteilungen der größte Verein der Stadt Jever. Der am 20. Juni 1862 von 53 Personen als reiner Männerturnverein gegründete Verein wurde nach den Grundsätzen Jahns ins Leben gerufen. Erst am 21. Februar 1896 kam es zur Gründung einer „Damenabteilung“ mit 34 Frauen und Mädchen. Heute stellt der Verein ein umfassendes Sport- und Freizeitangebot für alle Alters- und Bevölkerungsgruppen bereit. Mit weit über 600 jugendlichen Mitgliedern hat sich der Verein insbesondere der Förderung des Jugendsportes verschrieben. Außerdem verfolgt der Verein in einigen Sparten (beispielsweise Tischtennis und Handball) auch leistungsorientierte Ziele. Ein eigener Förderverein des MTV Jever unterstützt den Leistungssport im MTV Jever ideell und wirtschaftlich.
Zudem ist der Fußballverein FSV Jever e. V. in der Marienstadt beheimatet. Gegründet wurde er 1946 als FC Jever-Heidmühle (bis 1948) und ist seither Fußballclub der „Kiebitze“, wie sich die Mitglieder des Vereins selbst nennen. Seit 2013 hat der Förderverein des Clubs ermöglicht, einen Kunstrasenplatz auf dem Clubgelände in der Jahnstraße anzulegen. Stand 2020 sind 13 Teams, 10 Junioren- und 3 Senioren-Mannschaften gelistet.

### Regelmäßige Veranstaltungen
Der Zyklus der traditionellen jährlichen Veranstaltungen wird jeweils am Montag nach Epiphanias (6. Januar) durch das sogenannte Püttbierfest eröffnet. Dieses Fest, das dezentral in den verschiedenen Brunnenbezirken gefeiert wird, geht auf eine Jeversche Brunnen-Verordnung zurück, die die Stadtbehörde Jever unter dem Fürsten Friedrich August von Anhalt-Zerbst (1734–1793) am 9. Oktober 1756 erließ. In dieser Verordnung wird geregelt, dass jeder öffentliche Brunnen der Stadt durch eine festgelegte Anwohnergemeinschaft, die sogenannte Püttacht, betreut werden muss. Obwohl die ursprüngliche Funktion der Püttacht verloren gegangen ist, wird beim Püttbierfest dennoch nach altem Brauch der jeweils neue Püttmeister gewählt und das Püttbuch weiter fortgeschrieben.
Am Palmsonntag-Wochenende findet das jeversche Frühlingsfest, der Kiewittmarkt (Kiebitzmarkt) statt. Diese dreitägige Veranstaltung bietet neben Verkaufsständen mit jahreszeitlichen Angeboten auch einen verkaufsoffenen Sonntag und Live-Musik auf öffentlichen Plätzen an. Organisiert wird der Kiewittmarkt von Jever aktiv, dem Werbeverein jeverscher Geschäftsleute sowie von der Jever Marketing und Tourismus GmbH.
Das Altstadtfest, das seit 1974 jeweils an einem Wochenende in der ersten Augusthälfte stattfindet, präsentiert neben vielen Verkaufsständen, Aktionen und Livemusik das reiche Vereinsleben der Stadt. Ort der Veranstaltung, die auch viele auswärtige Gäste und ehemalige Jeveraner anzieht, sind die Fußgängerzonen, der historische Kirchplatz sowie der Alte Markt.
Der Brüllmarkt, der an die besondere Bedeutung erinnert, die Jever einstmals für den regionalen Viehhandel hatte, findet im Oktober statt. Ein Weihnachtsmarkt, der in der Woche vor dem ersten Advent seine Pforten öffnet, beschließt den Reigen der großen jährlichen Festveranstaltungen Jevers.

## Religionen

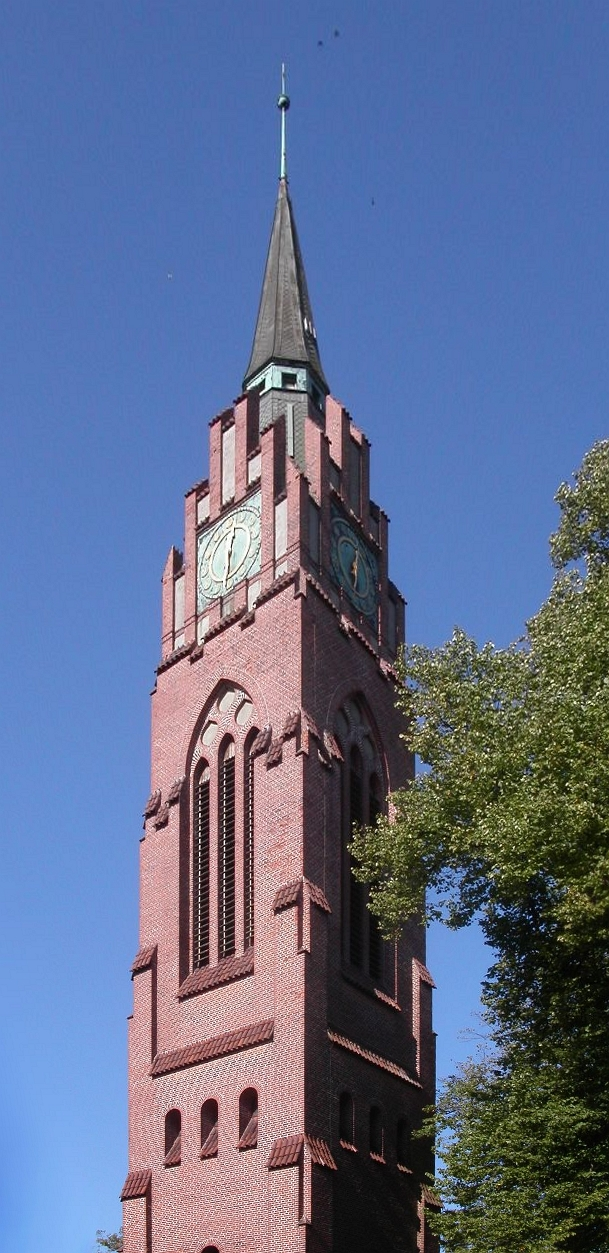
Turm der evangelischen Stadtkirche zu Jever

Das Christentum erreichte das Jeverland durch angelsächsische Mönche zu Anfang des 9. Jahrhunderts, wurde aber durch den Einfall der Wikinger zurückgedrängt. Als sicher kann gelten, dass sich bereits in der ersten Hälfte des 10. Jahrhunderts wieder ein Kirchengebäude in Jever befand. Im Rahmen des mittelalterlichen Christianisierungsprogramms, das in der Zeit Karls des Großen entwickelt und bis ins 11. Jahrhundert ausgebaut wurde, war die Kirche zu Jever für das Östringer Land die sogenannte Gau- beziehungsweise Sendkirche. Zwischen 1000 und 1020 wurde unweit der alten Vorgängerbauten auf einem Feldsteinfundament eine dreischiffige Basilika in Stabbautechnik errichtet, die zweimal in der kurzen Geschichte ihres Bestehens von einem verheerenden Brand heimgesucht wurde (1058/1059 und um 1100 oder später). Zwischen 1150 und 1200 wurde zum Teil auf den Fundamenten der Basilika eine Saalkirche mit Apsis erbaut. Baumaterial waren einheimischer Granit (Findlinge) und rheinischer Tuffstein. Im letzten Viertel des 14. Jahrhunderts wurde (beim Stadtbrand 1382?) auch dieses Kirchengebäude zerstört. Ein aus Ziegelsteinen gefertigter Nachfolgebau mit gleichem Grundriss entstand um 1430. Er überstand im Laufe der folgenden Jahrhunderte zwei weitere Brände (1532 und 1728), denen jeweils ein Wiederaufbau in gleicher oder ähnlicher Form folgte. Beim letzten Brand im Jahr 1959 blieb nur die Apsis mit dem wertvollen Edo-Wiemken-Grabmal erhalten. Die Reste der alten Kirche wurden entfernt und an ihrer Stelle 1964 ein „moderner Zentralbau“ mit mehreren Giebeln errichtet und mit dem erhaltenen spätgotischen Chor verbunden.

### Evangelisch-lutherische Kirchengemeinde

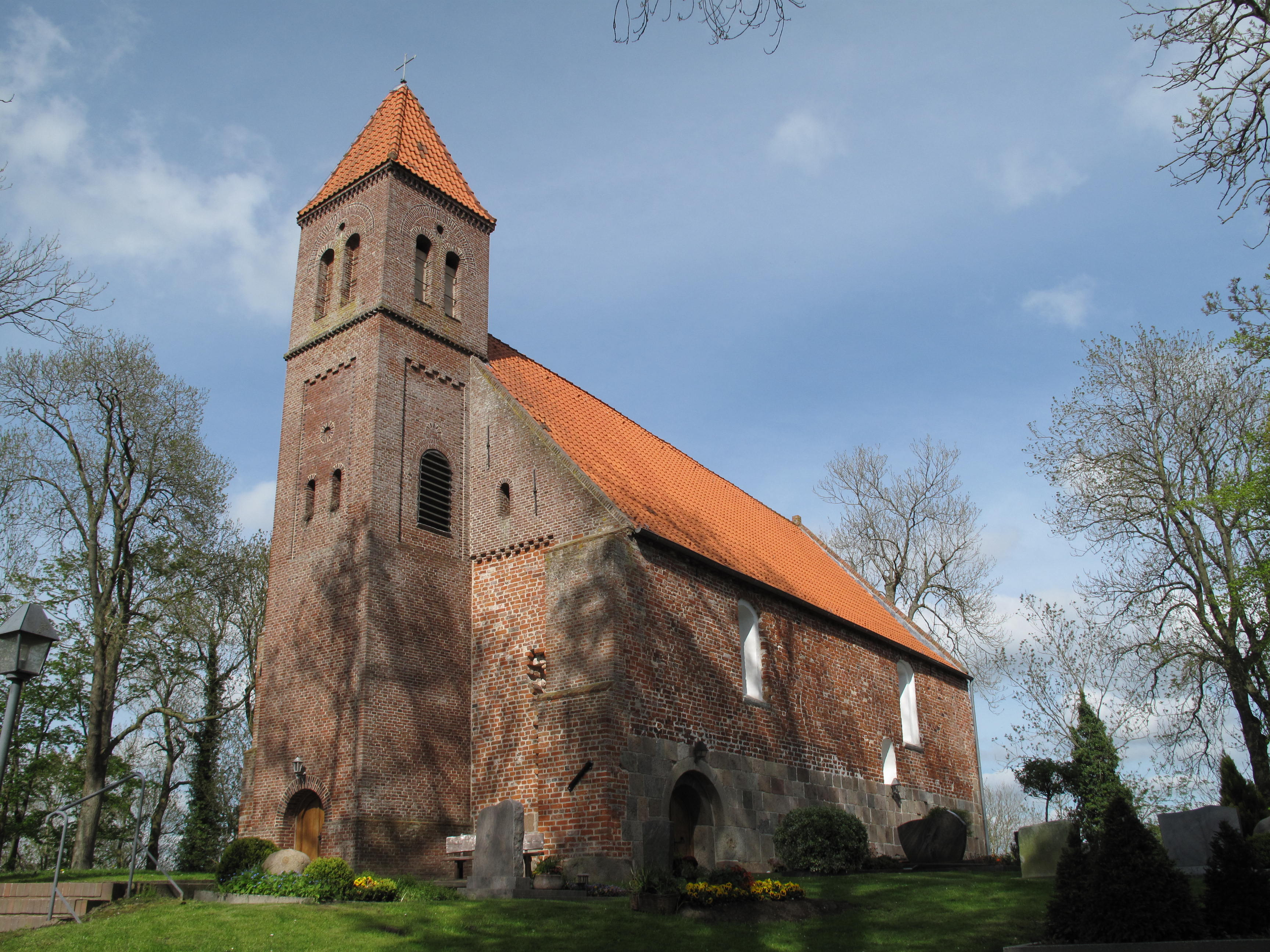
St.-Jakobus-Kirche in Jever-Sandel

Seit der Reformation, deren Anfänge im Jeverland in die Regierungszeit Fräulein Marias fallen, gehört der weitaus überwiegende Teil der jeverschen Bevölkerung der Evangelisch-Lutherischen Kirche in Oldenburg an. Als maßgeblich verantwortlich für die Einführung der Reformation im Jeverland gilt der herrschaftliche Rentmeister Remmer van Seediek. Die heutige lutherische Kirchengemeinde Jever ist in drei Pfarrbezirke unterteilt, wobei zum dritten Pfarrbezirk auch das wangerländische Kirchdorf Wiefels gehört. Gottesdienste finden in der bereits erwähnten Stadtkirche und in der aus dem 15. Jahrhundert stammenden Granitquaderkirche in Wiefels statt. Die historisch bedeutsame St.-Annen-Kapelle stammt aus dem Jahr 1610 und ist heute das älteste Gotteshaus in Jever. Die Kapelle dient heute vor allem als Friedhofskirche. Neben den Kirchen besitzt die lutherische Kirchengemeinde drei Gemeindezentren. Im Gemeindehaus an der Südseite des Kirchplatzes befindet sich neben Gruppen- und Sitzungsräumen das Kirchenbüro. Im ehemaligen Pfarrhaus von Wiefels treffen sich Jugendgruppen und Seniorenkreis.
Die evangelisch-lutherische Gemeinde Cleverns-Sandel ist eine weitere Kirchengemeinde auf dem jeverschen Stadtgebiet. Als gottesdienstliche Stätten dienen die zu Anfang des 14. Jahrhunderts erbaute Festungskirche Zum Heilig Kreuz und St. Peter in Cleverns sowie die St.-Jakobus-Kirche in Sandel, deren Ursprünge auf das Jahr 938 zurückgehen sollen. Neben den beiden Kirchen sind auch ein Gemeindezentrum und ein Gemeindebüro vorhanden.
Die evangelisch-lutherischen Kirchengemeinden in Jever verfügen auch über ein eigenes Diakonisches Werk, das als eingetragener Verein unter anderem Träger dreier Kindergärten ist. Eine weitere Einrichtung der Lutheraner ist der Eine-Welt-Laden mit Produkten aus dem Fairen Handel. Er befindet sich im Erdgeschoss des Glockenturms.

### Römisch-katholische Kirchengemeinde

Ehemalige katholische Kirche (erbaut 1824, abgerissen 1899)

Römisch-katholische Gottesdienste fanden in Jever auch nach der Einführung der Reformation unregelmäßig statt. Ein reguläres katholisches Gemeindeleben entwickelte sich erst mit dem Franziskanerpater Meinardus Molan, der 1779 nach Jever kam. Die Gottesdienste fanden zunächst im Torhaus des jeverschen Schlosses statt. Eine erste eigene Kirche – eine schlichte turmlose Kapelle – wurde 1824 am Alten Markt eingeweiht. Sie musste einer neuen Durchgangsstraße nach Wittmund weichen. Nachfolgebau war die im neugotischen Stil 1899 bis 1901 errichtete Kirche mit 100 Sitzplätzen an der Prinzengraft. Durch ein bischöfliches Dekret vom 18. Dezember 1930 erhielt die katholische Gemeinde Jever den Status einer Pfarrei. Durch den Zuzug von Flüchtlingen aus den ehemals deutschen Ostgebieten wuchs die Pfarrei auf über 1000 Mitglieder. Die erst 65 Jahre alte Kirche wurde abgerissen. Auf demselben Grundstück wurde 1966 die heutige St.-Marien-Kirche erbaut. Neben der Kirche befindet sich das Gemeindezentrum Karlshof, das neben einem größeren Saal über mehrere Gruppenräume verfügt.
Am 3. Juni 2007 wurden die bis dahin selbständigen Gemeinden Jever, Schortens und Wangerland unter Beibehaltung ihrer Gotteshäuser zur Pfarrgemeinde St. Benedikt zusammengelegt. Zentrum der neuen Pfarrei ist die St.-Marien-Kirche Jever.

### Freikirchen

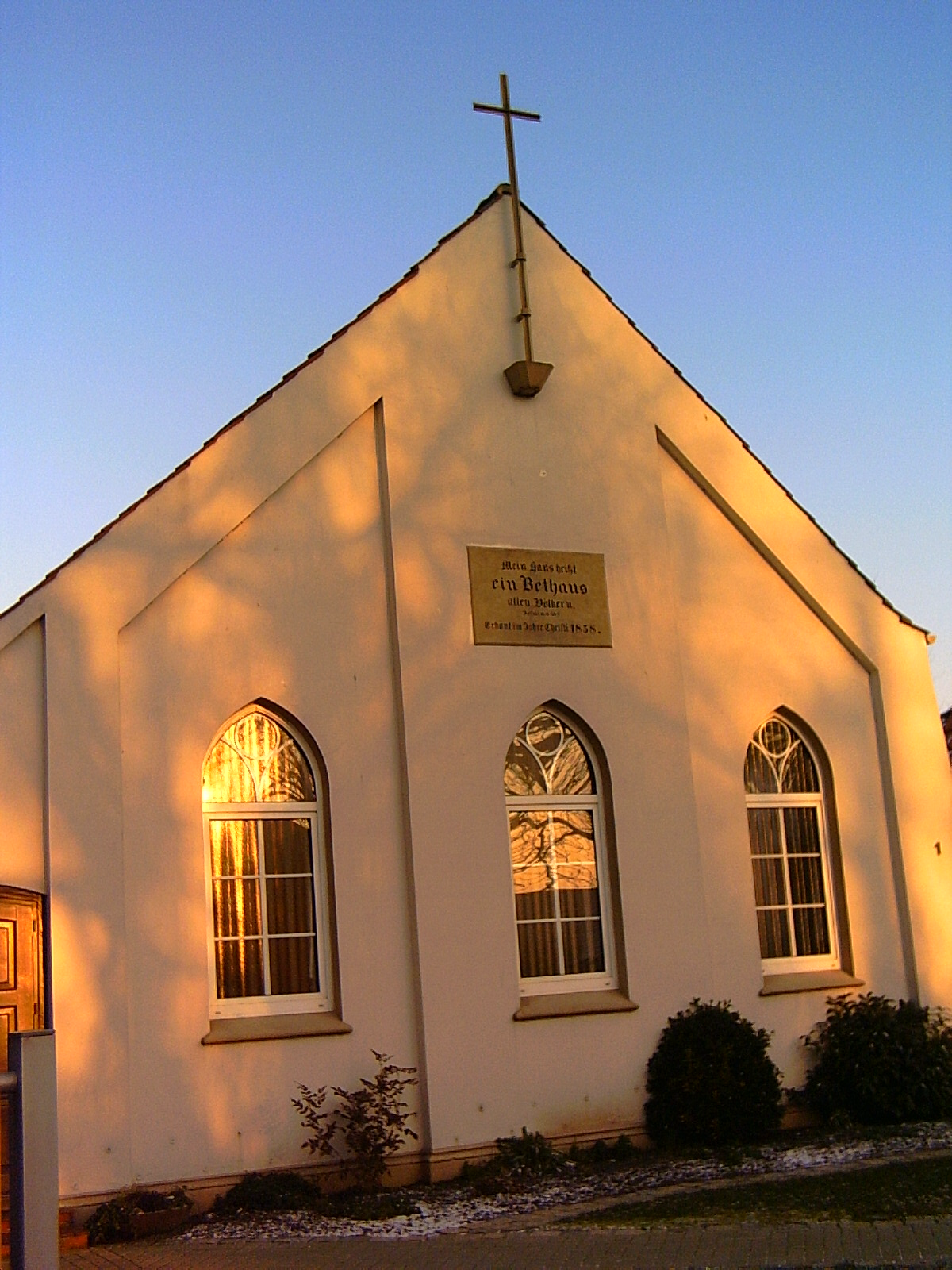
Bethaus der Baptisten

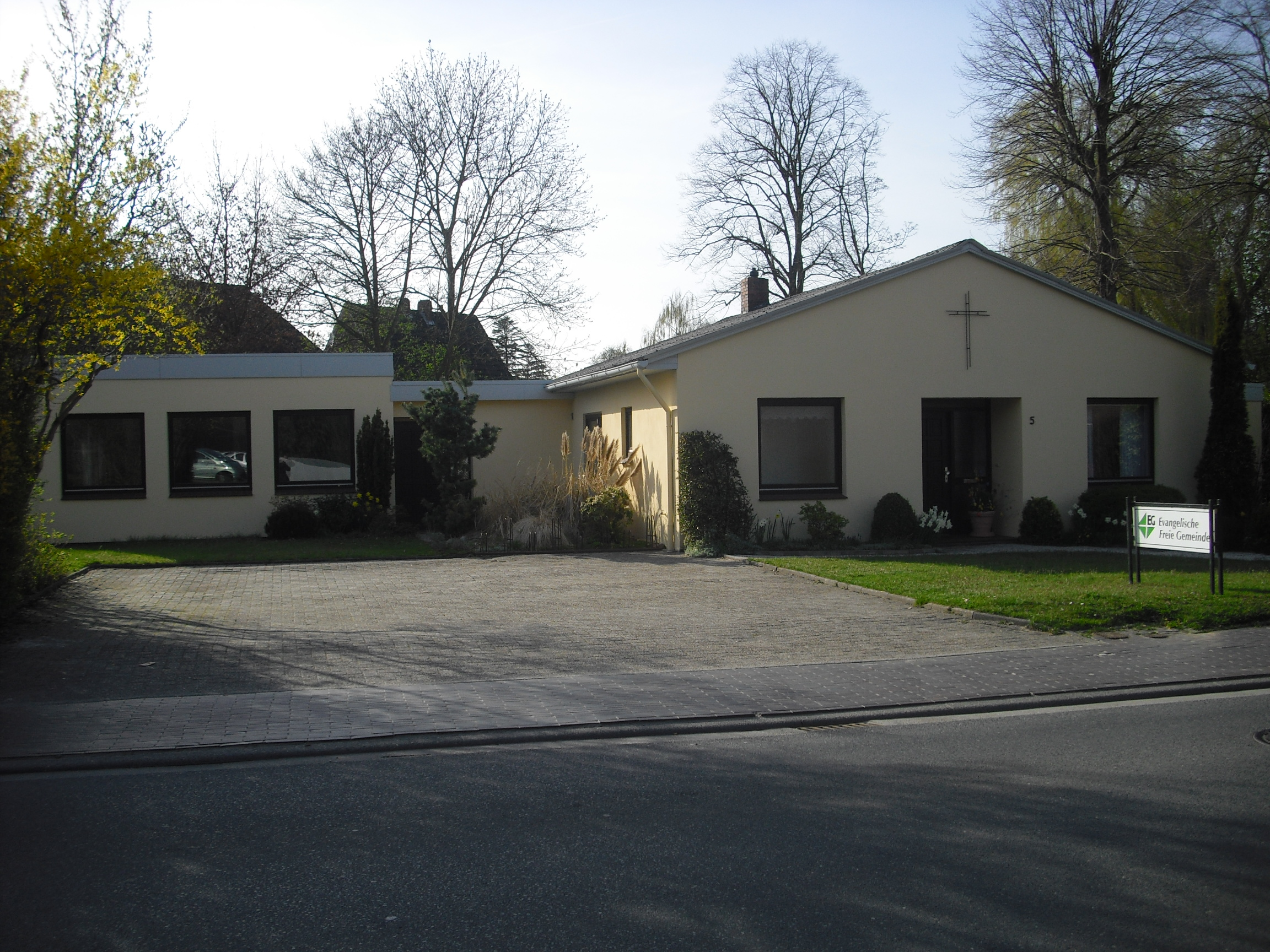
Gemeindezentrum der Evangelischen Freien Gemeinde Jever

Älteste Freikirche in Jever ist die Baptistengemeinde. Ihre Anfänge gehen auf das Jahr 1837 zurück. Die Gemeinde konstituierte sich 1840 und konnte nach massiven Verfolgungen in der Anfangszeit im Oktober 1858 ihr Bethaus am Elisabethufer einweihen. Sie ist die viertälteste Baptistengemeinde Deutschlands und war bis in die jüngste Vergangenheit Ausgangspunkt von Gemeindegründungen in Friesland, Ammerland und Ostfriesland. Seit einem 1942 erfolgten Zusammenschluss mit bekenntnisverwandten Freikirchen nennt sie sich auch Evangelisch-Freikirchliche Gemeinde mit dem Klammerzusatz Baptisten. In ihrem Bethaus befinden sich neben dem Gottesdienstraum mehrere Gruppenräume und unter anderem auch die Begegnungsstätte Bethaus-Café. Im hinteren Bereich des Grundstücks wurde ein Bibelgarten angelegt.
Eine weitere Freikirche in Jever ist die Evangelische Freie Gemeinde. Ihre Anfänge gehen auf einen christlichen Hauskreis in Roffhausen zurück, der sich Anfang der 1960er-Jahre der Evangelischen Gesellschaft für Deutschland (EGfD) anschloss. 1965 entsandte die EGfD einen Prediger ins Jeverland, der seinen Dienstsitz zunächst in Wilhelmshaven hatte, 1968 jedoch nach Jever umzog. Hier konnte an der Wangerländischen Straße 5 ein Wohnhaus erworben werden, das 1977 einen Saalanbau für gottesdienstliche Zwecke erhielt. 1999 erfolgte ein Umbau des Wohnhauses zum Gemeindezentrum. 30 Jahre war die Gemeinde an der Wangerländischen Straße als Stadtmission bekannt. 2004 nahm sie den Namen Evangelische Freie Gemeinde an.

### Neuapostolische Kirchengemeinde

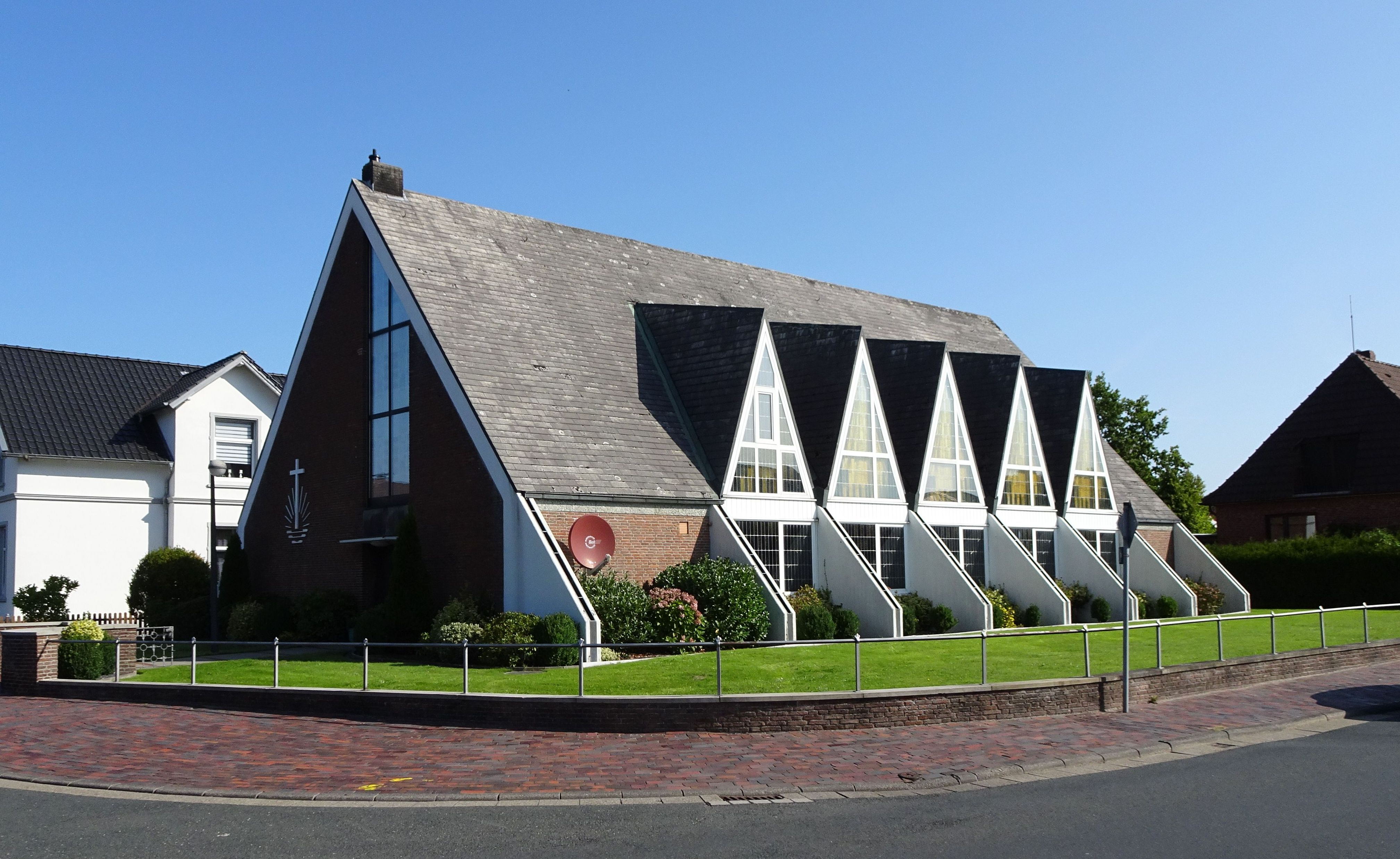
Neuapostolische Kirche Jever (inzwischen geschlossen)

Die Anfänge der Neuapostolischen Kirche Jever gehen auf das Jahr 1928 zurück. Die offizielle Gründung erfolgte 1946. Das erste Gemeindezentrum, eine umgebaute Stellmacherei, befand sich an der Schlachte. Die heutige neuapostolische Kirche an der Sophienstraße wurde im September 1967 eingeweiht. Ende Februar 2018 wurden die Mitglieder der aufgelösten neuapostolischen Gemeinde Wittmund nach Jever überwiesen. Am 18. September 2022 wurden die NAK-Gemeinden Jever und Heidmühle vereinigt; sie bilden jetzt die Gemeinde Schortens.  Die Kirche an der jeverschen Sophienstraße wurde im November 2024 endgültig geschlossen.

### Interkonfessionelle Zusammenarbeit
Lutheraner, Katholiken und Baptisten pflegen seit mehreren Jahrzehnten auf verschiedenen Ebenen eine enge Zusammenarbeit. So fand zum Beispiel seit der Zeit des Ersten Golfkrieges über 30 Jahre ein wöchentliches Friedensgebet statt. Veranstaltungsorte waren die Gotteshäuser der beteiligten Kirchen im monatlichen Wechsel. Weitere gemeinsame Veranstaltungen sind unter anderem die Ökumenische Bibelwoche und der Lebendige Adventskalender.
Die Evangelische Freie Gemeinde und die Baptistengemeinde sind durch die Evangelische Allianz miteinander verbunden und führen in diesem Rahmen gemeinsame Gottesdienste und Gebetsabende durch.

### Judentum
Erste Spuren jüdischen Lebens in Jever sind für das ausgehende 15. Jahrhundert bezeugt. In einem Verzeichnis von 1587 wird bereits ein Judenkirchhof vor den Toren der Stadt Jever erwähnt. Eine dauerhafte Ansiedlung von Juden in Jever begann gegen den Widerstand der Ständevertretung und der lutherischen Kirchengemeinde allerdings erst im letzten Jahrzehnt des 17. Jahrhunderts.

#### Jüdische Gemeinde

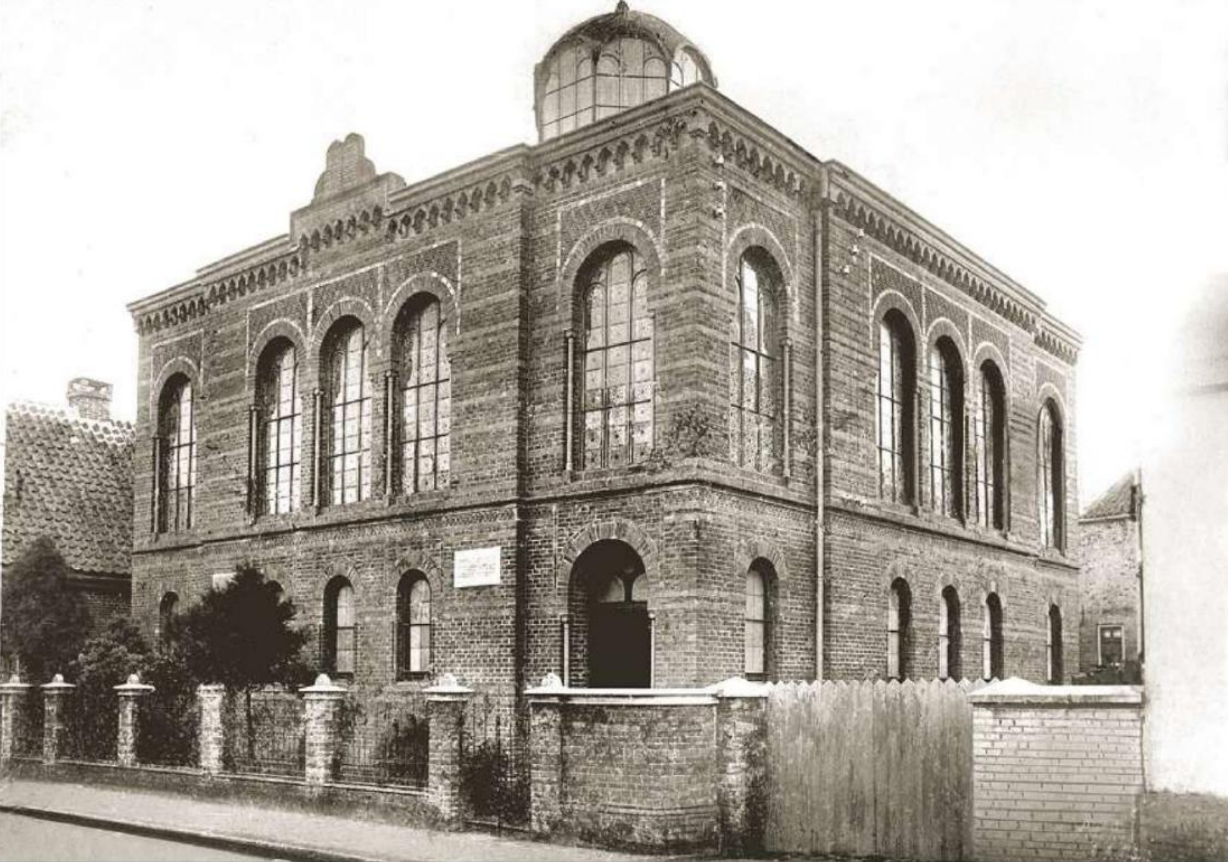
Jeversche Synagoge um 1900

1880 erbaute und in der Novemberpogromnacht 1938 zerstörte Synagoge

Die Einrichtung eines eigenen Betraumes wurde der Jüdischen Gemeinde bis 1779 verwehrt. Erst in der Regierungszeit des Fürsten Friedrich August von Anhalt-Zerbst geschah eine Wende in der offiziellen Judenpolitik. Eine ehemalige Scheune wurde zur ersten jeverschen Synagoge umgebaut. 1780 konstituierte sich die jüdische Gemeinde offiziell und gab sich eine eigene, behördlich bestätigte Synagogenordnung. Trotz behördlicher Anerkennung kam es noch 1782 zu Ausschreitungen gegen jüdische Gemeindemitglieder und ihr Eigentum. 1802 wurde an der Wasserpfortstraße eine neue Synagoge errichtet. Knapp 80 Jahre später erwies sie sich im Blick auf die wachsende Anzahl der Gemeindemitglieder als zu klein, sodass sie einem 1880 eingeweihten Neubau weichen musste. Unter großer Anteilnahme der jeverschen Bevölkerung wurde der etwa 35 Meter hohe von einer maurischen Kuppel gekrönte Bau eingeweiht. Er fasste zirka 300 Gottesdienstteilnehmer. An die Synagoge angebaut war ein Unterrichtsraum. 1910 wurde ein benachbartes Gebäude erworben und für Gemeindezwecke umgebaut. Neben dem synagogalen Leben gab es in Jever ein reges jüdisches Vereinswesen.
Zu ersten antijüdischen Aktionen der jüngeren Zeit kam es bereits gegen Ende des 19. und zu Anfang des 20. Jahrhunderts. In der Nazi-Zeit wurden schon vor 1938 die Fenster der Synagoge eingeworfen. Die Gebäude wurden mit Hakenkreuzen beschmiert und durch andere zerstörerische Maßnahmen zeitweise für den Gottesdienst unbrauchbar gemacht. Beim Novemberpogrom 1938, der sogenannten Reichskristallnacht, wurde die Synagoge durch Brandstiftung völlig zerstört. 1939 kaufte ein Bauunternehmer die ehemalige Synagoge, ließ jedoch bis auf Weiteres den Platz mit der Ruine unverändert. Die Stadt Jever errichtete daraufhin einen Bretterzaun mit einem „neutralen Farbanstrich“, um die Einwohner und Besucher Jevers nicht in ihrem „ästhetischen Empfinden“ zu verletzen. Noch 1939 wurde die Synagogenruine abgebrochen.
Auf dem Grundstück wurde nach 1950 ein Geschäftshaus errichtet. Heute erinnert eine 1978 am Haus Große Wasserpfortstraße Nr. 19 angebrachte Gedenktafel an die zerstörte Synagoge. Im Erdgeschoss des Gebäudes befindet sich seit 2014 das Zentrum für Jüdische Geschichte und Zeitgeschichte der Region Friesland/Wilhelmshaven, das GröschlerHaus, benannt nach den beiden letzten Vorstehern der Jüdischen Gemeinde Jever, den Brüdern Hermann (* 1880 in Jever; † 1944 im KZ Bergen-Belsen) und Julius Gröschler (* 1884 in Jever; † 1944 im KZ Auschwitz).
An die zahlreichen in verschiedenen Konzentrationslagern ermordeten jeverschen Juden erinnert ein Denkmal in der Marienstraße und weiteres auf dem jüdischen Friedhof in Hohewarf an der Straße zwischen Jever und Cleverns. Nur wenige Juden kehrten nach der NS-Zeit nach Jever zurück. Unter ihnen war Fritz Levy, dessen außergewöhnliche Biographie in einem Film und in mehreren Büchern dokumentiert ist.

#### Jüdischer Friedhof

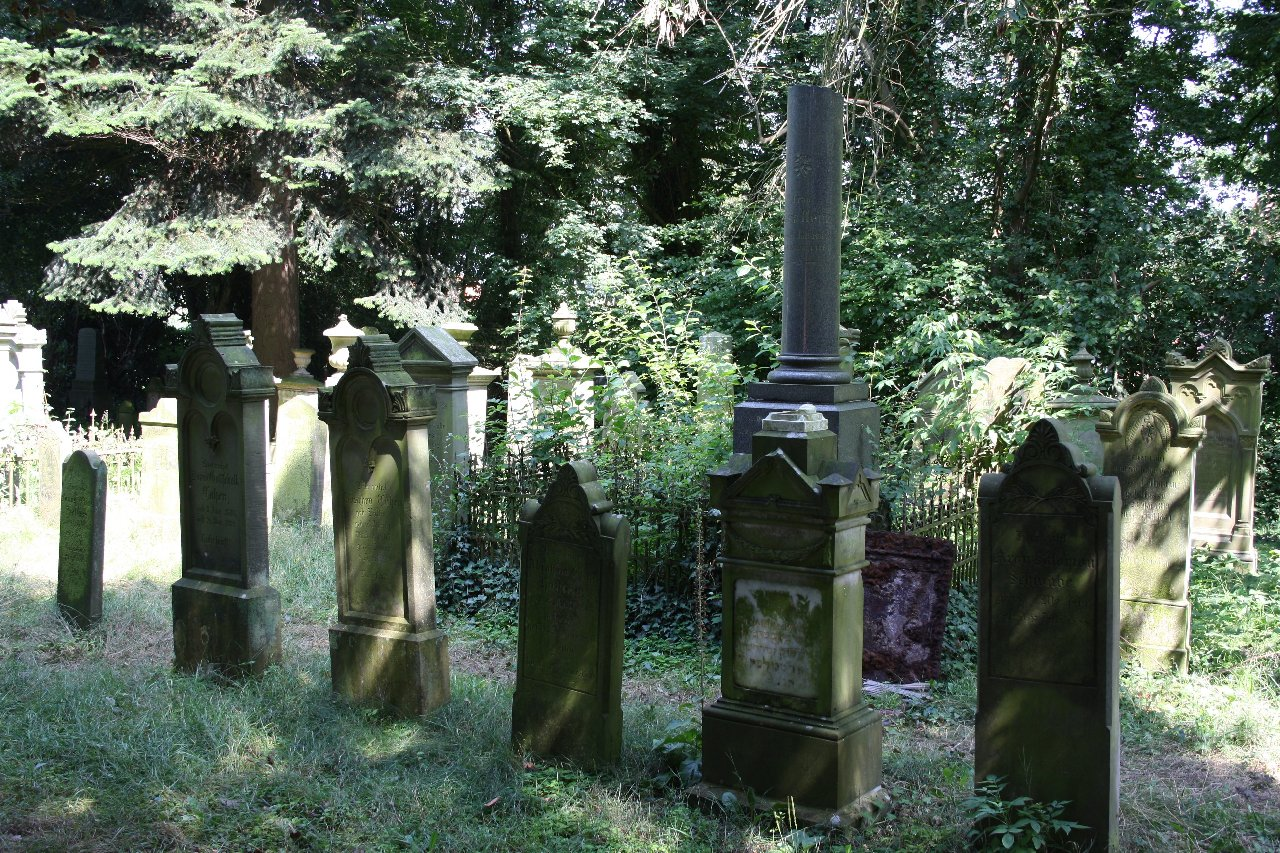
Jüdischer Friedhof Jever

Bereits 1587 wird ein Judenkirchhof vor der Stadt Jever genannt, dessen Lage jedoch unklar ist. 1779 wurde der jüdische Friedhof im Ortsteil Hohewarf (an der Straße zwischen Jever und Cleverns) angelegt und 1841 erweitert. Er wird manchmal auch als jüdischer Friedhof in Schenum, dem westlich benachbarten Ortsteil von Hohewarf, bezeichnet. Der älteste erhaltene Grabstein stammt aus dem Jahr 1796. In der Zeit des Nationalsozialismus wurden fast alle Grabsteine auf dem Friedhof umgestoßen und viele Grabumfriedungen beschädigt. Ein 1944 gefasster Plan, das Gelände zur Lagerung von Straßen- und Baumaterialien zu verwenden, wurde nicht mehr verwirklicht. Nach 1945 erfolgte die Wiederherrichtung des jüdischen Friedhofs. Gedenktafeln und Mahnmale erinnern an die Gefallenen des Ersten Weltkrieges, an die Ermordeten des NS-Regimes und an die 1938 zerstörte Synagoge. 221 Grabsteine sind erhalten, 1983 erfolgte die bislang letzte Beisetzung.

## Wirtschaft und Verkehr

### Wirtschaft
Jever ist Standort von rund 500 Unternehmen aus den Bereichen Handel, Handwerk und Gewerbe. Neben dem Tourismus bilden sie das Rückgrat der heimischen Wirtschaft. Die Palette der Unternehmen reicht vom Familienbetrieb über das mittelständische Handwerksunternehmen bis hin zum Friesischen Brauhaus zu Jever als weltweit operierenden Anbieter. Das Friesische Brauhaus ist gleichzeitig Jevers bedeutendes Unternehmen mit ungefähr 270 Arbeitsplätzen. Europas größter Hersteller von Naturfarben und -bindemitteln „bio pin“ ist ein weiteres Unternehmen mit internationaler Bedeutung. Das Unternehmen hat seinen Sitz im jeverschen Gewerbegebiet „Am Bullhamm“.
Im Stadtgebiet von Jever produzieren Windkraft-, Biogas- und Photovoltaikanlagen Elektrizität. Im Jahr 2016 wurde der Gesamtbedarf des Stadtgebietes um mehr als 50 Prozent übertroffen.

#### Arbeit
Jever ist einer der wichtigsten Arbeitsorte im Landkreis Friesland. Täglich pendeln über 2000 Arbeitnehmer von außerhalb an ihre Arbeitsplätze in Jever. Deshalb besitzt Jever trotz seiner Nähe zum Oberzentrum Wilhelmshaven eine nahezu ausgeglichene Pendlerbilanz. Die Arbeitslosenquote für das Stadtgebiet betrug im Dezember 2015 5,4 Prozent.

#### Tourismus
Jever ist Staatlich anerkannter Erholungsort und profitiert als Ausflugsziel stark vom Tourismus der nahe gelegenen friesischen und ostfriesischen Küstenbäder und den östlichen Ostfriesischen Inseln. Jever hat sich daher in den letzten Jahren zunehmend auf den Tourismus spezialisiert und lockt immer mehr Tagesbesucher in die Stadt. Das touristische Informationsbüro befindet sich im Graftenhaus am Alten Markt.
Neben zahlreichen Hotel- und Pensionsangeboten stehen in Jever auch Ferienwohnungen zur Verfügung. Wohnmobilisten finden einen Stellplatz in der Nähe des jeverschen Freibades. 2010 konnte man bei den Übernachtungszahlen ein Plus von 2,55 % (von 111.300 auf 114.115) verzeichnen. Ein gemeinsam mit der Nachbarstadt Schortens betriebener Campingplatz befindet sich am Naturfreibad Heidmühle, das An der alten Bundesstraße zwischen Schortens und Jever liegt.

#### Medien
In der Brune-Mettcker Druck- und Verlagsgesellschaft erscheint die Tageszeitung Jeversches Wochenblatt, eine der ältesten noch existierenden Tageszeitungen Deutschlands. Die Nordwest-Zeitung unterhält in Jever eine lokale Redaktion, die für die Artikel der Friesland-Ausgabe der Nordwest-Zeitung Jeverland-Bote verantwortlich ist. Auch die Wilhelmshavener Zeitung verfügt über einen Lokalteil Friesland, in dem auch regelmäßig über die Stadt Jever berichtet wird. Der Rundfunksender Radio Jade betrieb bis 2017 in der Großen Wasserpfortstraße ein Außenstudio, aus dem unter anderem regelmäßig das „Friesland-Magazin“ gesendet wurde.

### Verkehr

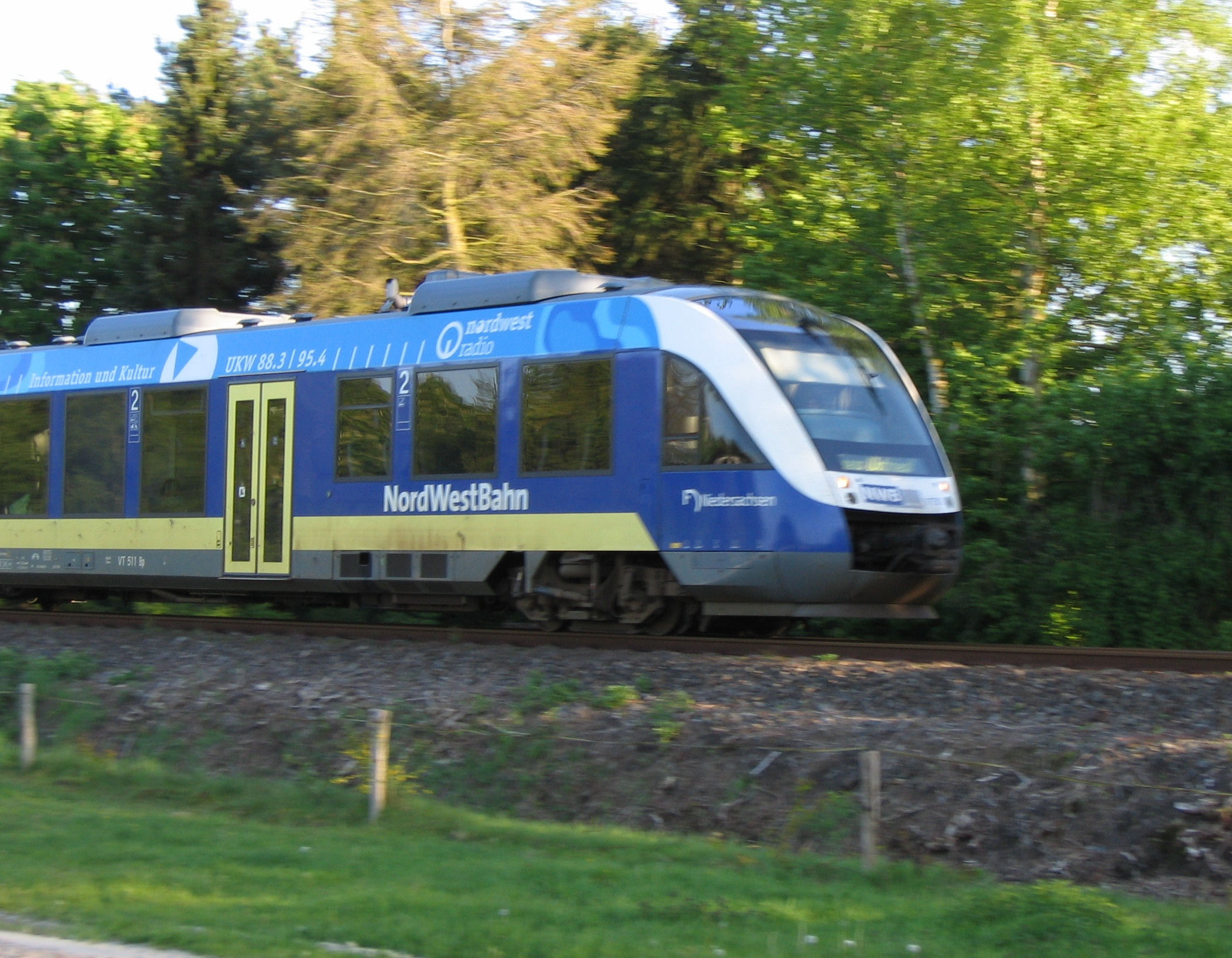
Nordwestbahn

Jever liegt an der Bundesstraße 210 von Wilhelmshaven über Aurich nach Emden. Jever wird über sie an die Bundesautobahn 29 von Wilhelmshaven zum Autobahndreieck Ahlhorner Heide angebunden. Die ursprünglich direkt durch die Stadt Jever führende Bundesstraße wird seit Juni 2000 über eine Ortsumgehung um Jever herumgeführt. Grund für den Bau der Ortsumgehung war das hohe Verkehrsaufkommen, das aus dem Ferien- und Ausflugsverkehr zu den Küsten- und Badeorten sowie zu den ostfriesischen Inseln resultiert. Die Landesstraße 813, die über den Ortsteil Cleverns nach Süden führt, verbindet Jever mit der L 811 (Wittmund – Friedeburg) und über diese mit der L 812 in Richtung Wiesmoor. Nach Norden zur Küste hin führt unter anderem die L 808 (über Wiefels) nach Carolinensiel/Harlesiel.
Der DB Haltepunkt Jever liegt an der Bahnstrecke Wilhelmshaven/Oldenburg–Esens. Sie wird von der NordWestBahn im Stundentakt bedient, hier verkehrt die Bahnlinie RB59 (Wilhelmshaven – Sande – Jever – Wittmund – Esens). Die Bahnstrecke Jever–Harle wurde 1988 stillgelegt und durch einen Busverkehr ersetzt.
Die Linien der Weser-Ems-Bus verbinden Jever mit Wilhelmshaven und Aurich.

## Öffentliche Einrichtungen

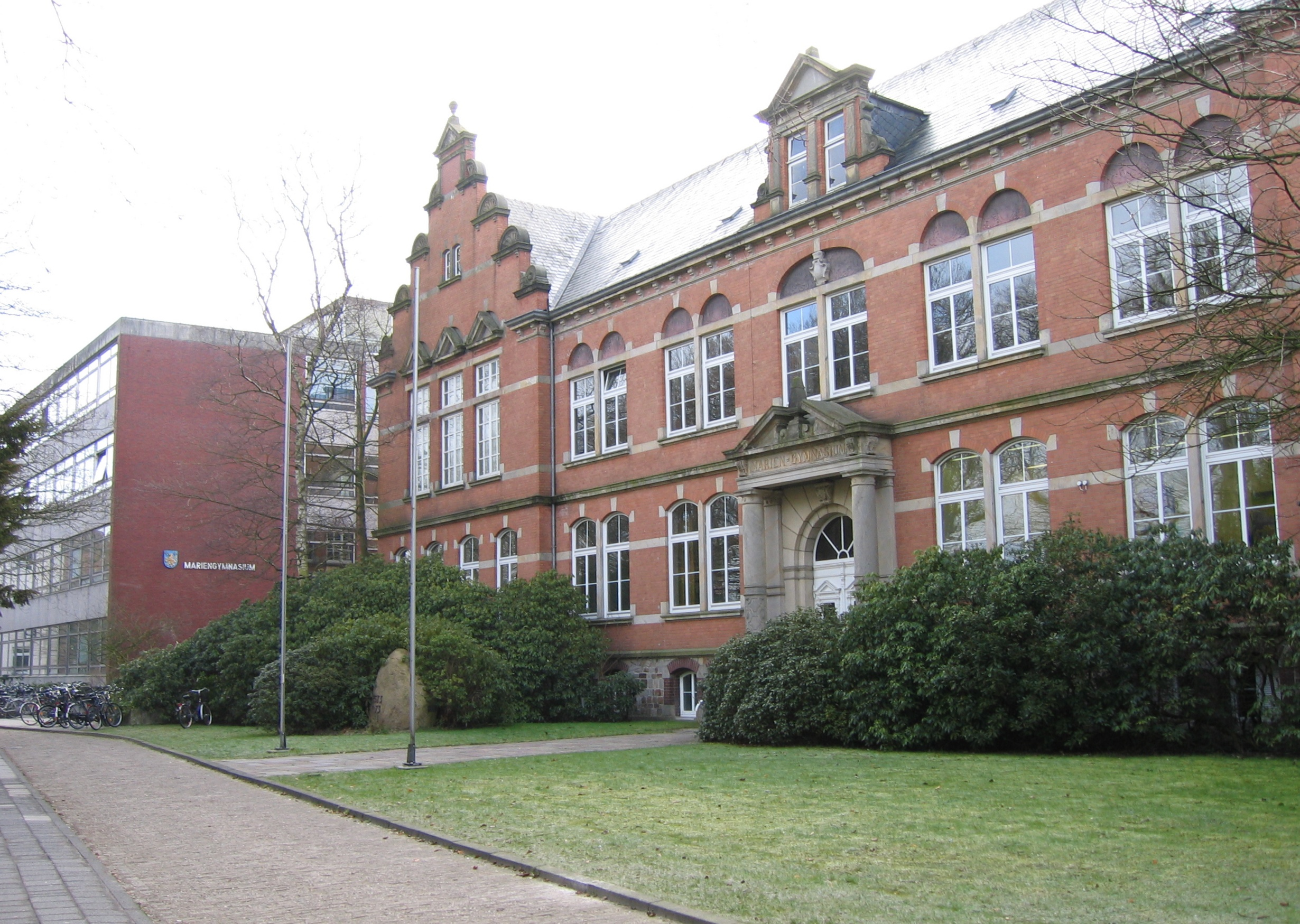
Mariengymnasium

### Allgemein
- Sitz der Kreisverwaltung des Landkreises Friesland.[100] Neben der Stadtverwaltung und der Kreisverwaltung sind in der Stadt noch eine ganze Reihe weiterer Behörden und sonstiger Körperschaften des öffentlichen Rechts beheimatet, so zum Beispiel das Amtsgericht Jever, das Grundbuchamt Jever, das Polizeikommissariat Jever, die Kreishandwerkerschaft Jade, die Agentur für Arbeit Jever sowie die Geschäftsstelle des Verwaltungsverbunds Wasser- und Bodenverbände im Kreise Friesland.[101]
- Kommunale Stadtbücherei, Petersilienstraße 1; sie verfügt über 21.500 Medien.[102] Im Jahr 2010 erfolgten rund 68.000 Ausleihen.[103]
- Jugendherberge Jever mit neuem Standort von 2006 mit 138 Betten in 36 Zimmern und rund 20.000 Übernachtungen per Anno am Dr.-Fritz-Blume-Weg. Ermöglicht wurde der Bau durch eine Spende von Jevers Ehrenbürger Fritz Blume.[104][105]
- Das Freibad von 1980, seit 2004 getragen von der Stadt und dem Förderverein Freibad Jever. Das Bad besitzt ein 50-Meter-Schwimmbecken mit großer Rutsche und Sprungbrettern. Die Besucherzahlen liegen zwischen 20.000 und 25.000 Besuchern.[106]

### Bildung
- Berufsschulen und berufliches Gymnasium 
  - Berufsbildende Schulen mit den Fachgymnasien Wirtschaft, Gesundheit/Soziales und Technik
- Weiterführende Schulen
  - Mariengymnasium
  - Elisa-Kauffeld-Oberschule[107] (ehemals Haupt- und Realschule Jever)
  - Friedrich-Schlosser-Schule (Schule für Lernhilfe/Sonderschule)
- Kreisschulen
  - Volkshochschule und Musikschule Friesland-Wittmund
  - Kreissportschule Friesland (Toni-Gaßmann-Sportschule)
- Grundschulen
  - Paul-Sillus-Schule
  - Grundschule Harlinger Weg
  - Grundschule Cleverns
- Kindertagesstätten
  - Kindertagesstätte Ammerländer Weg
  - Kindertagesstätte Klein Grashaus
  - Kindertagesstätte Lindenallee
  - Kindertagesstätte Hammerschmidtstraße
  - Kindertagesstätte Schützenhofstraße
  - Kindertagesstätte Schurfenser Weg
  - Kindertagesstätte Moorwarfen
  - Kindertagesstätte Cleverns

## Persönlichkeiten

### Ehrenbürger
Die Ehrenbürgerschaft ist die höchste von der Stadt Jever vergebene Auszeichnung für eine Persönlichkeit, die sich in herausragender Weise um das Wohl oder Ansehen der Stadt verdient gemacht hat. Jever hat die Ehrenbürgerschaft an folgende Persönlichkeiten verliehen:
- Peter W. Janßen, Kaufmann – Verleihung der Ehrenbürgerschaft am 24. Juni 1895[108]
- Theodor Hillmer, Präsident des Landesfinanzamtes – Verleihung der Ehrenbürgerschaft am 31. Mai 1929[108]
- Paul von Hindenburg, Reichspräsident – Verleihung der Ehrenbürgerschaft am 31. März 1933[108]
- Adolf Ahlers, Kaufmann – Verleihung der Ehrenbürgerschaft am 23. April 1964
- Karl Fissen, Studienrat, Heimatforscher – Verleihung der Ehrenbürgerschaft 4. Juli 1968
- Hermann van der Heide, Kommunalpolitiker – Verleihung der Ehrenbürgerschaft 17. November 1973. Nach ihm wurde die „Hermann-van-der-Heide-Straße“ in Jever benannt.
- Hein Bredendiek, Lehrer, Maler, plattdeutscher Schriftsteller – Verleihung der Ehrenbürgerschaft 1986
- Jacobus Eden, Bäcker- und Konditormeister und Mäzen – Verleihung der Ehrenbürgerschaft 1991.
- Fritz Blume, Zeitungsverleger und Mäzen der Stadt – Verleihung der Ehrenbürgerschaft 17. Februar 2003. Nach ihm wurde der „Dr.-Fritz-Blume-Weg“ in Jever benannt.

Adolf Hitler erhielt am 31. März 1933 die Ehrenbürgerschaft der Stadt Jever, der NS-Gauleiter Weser-Ems Carl Röver im Jahr 1938. Am 22. März 1979 wurde sie beiden postum aberkannt.

### Söhne und Töchter der Stadt Jever
- Fräulein Maria (1500–1575), Regentin des Jeverlandes
- Edo Hildericus (1533–1599), Historiker, Mathematiker, Philologe und evangelischer Theologe
- Anton Günther Billich (1599–1640), oldenburgischer Leibarzt und chemiatrischer Fachschriftsteller
- Anton Günther von Ellebrecht (1600–1681), Generalmajor und Chef des Oldenburgischen National-Infanterie-Regiments
- Joachim von Boeselager (1608–1668), Hofbeamter und Diplomat
- Matthias Tiling (1634–1685), Mediziner, hessischer Leibarzt und Professor der Medizin in Rinteln
- Paul Heinrich Gerhard Möhring (1710–1792), Arzt, Botaniker und Ornithologe
- Christian Heinrich Wolke (1741–1825), Pädagoge der Aufklärung
- Johann Ludwig Möhring (1760–1835), oldenburgischer Geheimer Hofrat in Jever und Mitbegründer der dortigen Feuersozietät
- Bernhard Wilhelm Toel (1770–1840), Geistlicher
- Georg Heinrich Bernhard Jürgens (1771–1846), Botaniker, Algenforscher, Rechtsanwalt, Notar und 1829 bis 1845 Bürgermeister von Jever
- Friedrich Christoph Schlosser (1776–1861), Historiker
- Gerhard Friedrich August Jansen (1791–1869), Verwaltungsbeamter, Geheimer Rat und Kammerpräsident im Großherzogtum Oldenburg
- Friedrich Adam Wilhelm Barnutz (1791–1867), Maler
- Henri-Christophe Rieken (1797–1875), Arzt und Beamter
- Friedrich Wilhelm Möhring (1797–1875), Jurist und Mitglied im Oldenburgischen Landtag
- Heinrich Georg Ehrentraut (1798–1866), Jurist, Privatgelehrter und Mitglied im Oldenburgischen Landtag
- Dietrich Christian von Buttel (1801–1878), Jurist und Politiker und Mitglied der Frankfurter Nationalversammlung
- Ysaak Brons (1802–1886), Politiker, Kaufmann, Reeder und Mitglied der Frankfurter Nationalversammlung
- August Christian Ferdinand Krell (1802–1856), Jurist und Finanzminister des Großherzogtums Oldenburg
- Heinrich Sprenger (1803–1878), Landtagsabgeordneter Oldenburg
- Johann Remmers (1805–1847), Geiger
- Ludwig Kunze (1805–1890), Mathematiker
- Anton von Lindern (1811–1850), Pastor und Abgeordneter des Oldenburger Landtags
- Salomon Mendelssohn (1813–1892), Großherzoglicher Oldenburgischer Turnlehrer und Förderer des Turnwesens in Friesland
- Carl Julius Dannenberg (1813–1875), Politiker, Mitglied des Oldenburgischen Landtags und Deutschen Reichstags
- Anton Friedrich Remmers (1816–1881), Buchbinder, Evangelist, Vorsteher und Ältester der Baptistengemeinde Jever
- Johann Albrecht Drost (1816–1884), Richter und Abgeordneter im Oldenburgischen Landtag
- Joseph Mendelssohn (1817–1856), Autor und Publizist
- Johann Ludwig Hinrichs (1818–1901), Mitbegründer der deutschen Baptistengemeinden
- Karl Strackerjan (1819–1889), Schulleiter, Korrespondent, Schriftsteller, Sprachwissenschaftler sowie Mitglied mehrerer Kommissionen
- Johann Friedrich Minssen (1823–1901), Sprachwissenschaftler
- Ludwig Strackerjan (1825–1881), Schriftsteller, Jurist und Politiker, Mitglied des Oldenburgischen Landtags
- Friedrich Gustav Jansen (1831–1910), Organist und Musikwissenschaftler
- Bernhard Schomann (1831–1904), Präsident des Oberlandesgerichts Oldenburg
- Ernst Hemken (1834–1911), Maler und Porträtist
- Johanne Kippenberg, geb. Koch (1842–1925), Lehrerin und Schulleiterin
- Karl Eduard Onken (1846–1934), Landschaftsmaler und Radierer
- Karl Martin (1851–1942), Geologe und Paläontologe
- Paul von Heimburg (1851–1936), Generalmajor
- Otto Meinardus (1854–1918), Historiker, Archivar und Herausgeber
- Hermann Scheer (1855–1928), Verwaltungsjurist sowie Außen- und Innenminister des Großherzogtums Oldenburg
- Johannes Eduard Folckard Willms (1860–1937), Verwaltungsjurist und Regierungspräsident des oldenburgischen Landesteils Lübeck
- Heinrich Trendtel (1864–1943), Konteradmiral der Kaiserlichen Marine
- Otto Georg Hermann Willms (1866–1901), Verwaltungsjurist und Bürgermeister in Delmenhorst
- Heinrich Ortgies (um 1870–1937), Waffenkonstrukteur und Unternehmer
- Katharina Rosing (1870–1956), Konzert- und Opernsängerin
- Dora Menzler (1874–1951), Gymnastiklehrerin
- Adolf Schütte (1878–1957), Kirchenrat im Oldenburger Land
- Ernst Löwenstein (1881–1974), jüdischer Notar und Jurist, NS-Opfer, Abgeordneter des Ernannten Landtags von Oldenburg
- Robert Onnen (1887–1968), Politiker (SPD) und Mitglied des Niedersächsischen Landtages
- Johann Albers (1890–1964), Politiker (FDP), Mitglied des Ernannten Oldenburgischen Landtags und des Niedersächsischen Landtags
- Rudolf Vienup (1891–1969), Politiker (SPD), Abgeordneter im Ernannten Landtag von Oldenburg
- Adolf Kahlen (1892–1959), Politiker (FDP), Mitglied des Landtages von Niedersachsen
- Maximilian Burlage (1896–1935), Jurist, Verwaltungsbeamter und Politiker (Zentrum), Mitglied des Preußischen Landtages
- Elisabeth Denis (1900–1969), katholische Sozialarbeiterin und Generalsekretärin des Marianischen Mädchenschutzes e. V.
- Friedrich Knigge (1900–1947), Psychiater, der während der Zeit des Nationalsozialismus an NS-Verbrechen im Rahmen der Kinder-„Euthanasie“ beteiligt war
- Fritz Levy (1901–1982), der „letzte Jude von Jever“
- Ekhard Koch (1902–2000), Jurist, Verwaltungsbeamter und Politiker
- Hans Günter Rost (1904–1997), Konstrukteur
- Ernst Teichmann (1906–1983), Pfarrer, Verantwortlicher für das Anlegen des Waldfriedhofs Halbe
- Hein Bredendiek (1906–2001), Kunsterzieher, Maler und niederdeutscher Schriftsteller
- Helmut Janßen (1910–1992), Jurist, Oberkreisdirektor des Landkreises Rotenburg (Wümme)
- Oswald Andrae (1926–1997), plattdeutscher Schriftsteller
- Walter Eichhorn (1936–2025), Flugkapitän, Kunstflug- und Testpilot, Fallschirmspringer
- Eckart Bode (1938–1994), Jurist, Oberkreisdirektor, Regierungspräsident des Regierungsbezirks Weser-Ems
- Erke Noth, geb. Rieken (1939–2007), Politikerin (FDP), MdB
- Hajo van Lengen (1940–2024), Historiker, ehemaliger Direktor der Ostfriesischen Landschaft in Aurich
- Alken Bruns (1944–2021), Übersetzer, Skandinavist und Historiker
- Bernd Theilen (* 1945), Politiker (SPD), Mitglied des Niedersächsischen Landtags
- Günter Frank (1946–2024), Politiker (SPD), Mitglied der Hamburgischen Bürgerschaft
- Alfons Labisch (* 1946), Historiker, Soziologe, Mediziner und Professor für Medizingeschichte
- Dieter Remus (1950–2022), Richter am Bundesgerichtshof
- Hiltraud Casper-Hehne (* 1957), Germanistin
- Holger Frerichs (* 1958), Rettungsassistent und Autor
- Alice Gerken-Klaas (* 1964), Politikerin, Bürgermeisterin von Ganderkesee (2006 bis 2021)
- Wiebke Eden (* 1968), Schriftstellerin
- Jörn Knebel (* 1969), Schauspieler
- Imke Schiersch (* 1970), Triathletin
- Anne Janssen (* 1982), Lehrerin und Politikerin (CDU), MdB
- Jessica Kreuzer (* 1989), Fußballspielerin
- Paul Albrecht (* 1993), Basketballspieler

### Persönlichkeiten, die mit Jever verbunden sind
- Franz Tiefenbruch (1609–1702), Konrektor des Mariengymnasiums.
- Joachim Kayser († 1720), Orgelbauer, der von 1674 bis zu seinem Tod in Jever wohnte und zahlreiche Orgeln in Ostfriesland, im Oldenburger Land und im Jeverland baute.
- Maria Clementine Martin (1775–1843), Nonne, Erfinderin von Klosterfrau Melissengeist.
- Johann Heinrich von Thünen (1783–1850), deutscher Agrar- und Wirtschaftswissenschaftler, Sozialreformer und Musterlandwirt.
- Eilhard Mitscherlich (1794–1863), geboren in Neuende, bedeutender deutscher Chemiker und Mineraloge.
- Carl Stiehl (1826–1911), Dirigent und Musikwissenschaftler, von 1848 bis 1858 Leiter des Singvereins Jever und Organist an der Stadtkirche.[109]
- Karl Jaspers (1883–1969), Psychiater und Philosoph. Sein Urgroßvater war Bürgermeister in Jever. Die Großeltern väterlicherseits wohnten in Jever. Bei ihnen war Karl Jaspers häufig zu Gast.
- Georg von der Vring (1889–1968), Schriftsteller und Maler; von 1919 bis 1928 Zeichenlehrer am Mariengymnasium.
- Therese von der Vring, geb. Oberlindober (1894–1927), Malerin des Expressionismus.
- Sophie Prag (1895–1955), bestand 1915 als erste Schülerin das Abitur am jeverschen Mariengymnasium. Die jüdische Kinderärztin entkam dem Holocaust durch Emigration nach Peru.
- Alfred Onnen (1904–1966), Jurist und FDP-Politiker. Er war von 1946 bis 1949 Bürgermeister der Stadt Jever.
- Kurt Dossin (1913–2004), Handballspieler und Olympiasieger sowie dreifacher Deutscher Meister. In der Nachkriegszeit Spieler sowie Trainer und Funktionär des MTV Jever. Lebte von 1946 bis 1955 in Jever.
- Steffen Walentowitz (* 1962), Maler und Zeichner in Jever, seit 1986 Sach-, Bilder- und Schulbücherillustrator.

## Zehn-Mark-Banknote

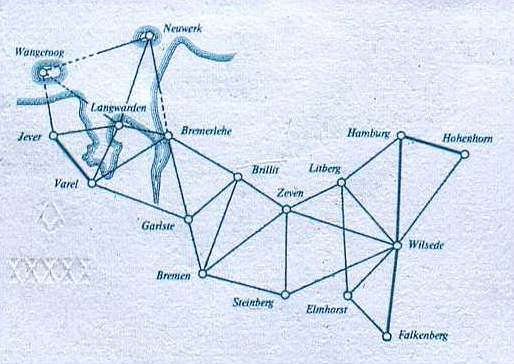
Ausschnitt der 10 Deutsche-Mark-Note mit Jever als Messpunkt

Im Jahre 1825 hielt sich Carl Friedrich Gauß zu Vermessungsarbeiten zeitweise in Jever auf. Die 10 Deutsche-Mark-Note in der Vierten Serie („BBk III“) zeigte auf der Rückseite einen Sextanten sowie eine Skizze über die Triangulation von Wangerooge und Neuwerk mit Jever als Messpunkt.